# Список второстепенных географических объектов Арды
В данной статье описаны второстепенные географические объекты, описанные в произведениях, являющихся частью легендариума Дж. Р. Р. Толкина.

## А

### Аваллонэ
Аваллонэ (кв. Avallónë) — самый восточный город на острове Тол-Эрессеа, гавань эльдар. Был основан либо тэлери перед тем, как они переселились в Альквалондэ, либо, что более вероятно, эльфами, вернувшимися из Средиземья после Войны Гнева. В любом случае город стал главным поселением нолдор из числа изгнанников, которым был навсегда запрещён вход в земли материкового Амана, и синдар, покинувших Средиземье, но не пожелавших жить в Валиноре.
Для людей Аваллонэ стал символом Благословенного Края, поскольку в ясный день его можно было увидеть с вершины горы Менельтармы в Нуменоре. После падения Нуменора и изменения мира Аваллонэ стал портом прибытия для кораблей, отправлявшихся по Прямому пути. В «Сильмариллионе» сказано, что главный камень из палантиров Элостириона находился в Аваллонэ, и Элендил Высокий часто смотрел в свой палантир, тщетно пытаясь узреть Забытый Запад.
Очевидно, Толкин имел в виду легенду об острове Авалон из цикла легенд о короле Артуре, хотя, по его словам, слово Avallónë буквально означает «близ Валинора» на квэнья (ср. Atalantë, одно из названий Нуменора, и Атлантида). Более того, в ранних черновиках Толкина Аваллон — одно из названий острова Тол-Эрессеа, а не его гавани.

### Аватар
Аватар (кв. Avathar) — слабо освещённая полоска земли между горной цепью Пелори и Белегаэром, лежащая к югу от залива Эльдамар. Там обитала Унголиант до того, как прийти в Средиземье с Мелькором, как о том повествует «Сильмариллион».
Аватар, который затем был поглощён морем, был у́же, чем Араман, схожий регион, лежавший к северу от залива Эльдамар. Но в Аватаре было темнее — «здесь лежали самые глубокие и густые тени». Отсюда его название — «Тени» на квенья.

### Агларонд
Агларонд (синд. Aglarond, в переводе с синдарина — «сверкающий чертог», тж. известен как Блистающие пещеры Агларонда) — естественное пещерное городище под горами в Хельмовом Ущелье в Эред-Нимраис. В начале Четвёртой Эпохи в пещерах возникло поселение гномов под главенством Гимли, сына Глоина.

### Азанулбизар
Азанулбизар (англ. Azanulbizar, в переводе с кхуздула — Долина тёмных ручьёв (англ. Dimrill Dale)) — обширная равнина у восточных отрогов Мглистых гор недалеко от озера Кхелед-зарам, место решающей битвы в войне между гномами и орками в 2799 году Третьей Эпохи, закончившейся победой гномов. Эльфы-синдар называли эту равнину Нандухирион (в том же значении).

### Алмарен
Алмарен (кв. Almaren, «благословенный») — остров на Великом озере в срединных областях Арды, обитель Валар, предшественник Валинора. Здесь встречался, сливаясь воедино, свет Великих Светильников. После того, как Мелькор разрушил Светильники, Валар перебрались далеко на запад, в Валинор. По некоторым сведениям, Алмарен остался цел после нападения Мелькора и являлся тем же островом, что и Тол Эрессэа.

### Амон Лау
Амон Лау (синд. Amon Lhaw, в переводе с синдарина — «холм слуха») — одна из трёх вершин, возвышавшихся над водопадом Раурос (возможно, также назывался Холмом Уха на вестроне). Была частью нагорья Эмин Муйл на восточном берегу Андуина. Его близнец, Амон Хен («холм зрения») находился на противоположном берегу реки. Между ними, в центре потока над Рауросом, находилась островная вершина Тол Брандир, на которую никогда не ступала нога человека.
В древние времена Амон Лау располагался на северной границе Гондора, и на нём было построено каменное обзорное кресло (вероятно, называвшееся «Креслом слуха»), во времена Войны Кольца ситуация изменилась: к тому времени Амон Лау уже давно находился под тенью Мордора.

### Амон Обел
Амон Обел (синд. Amon Obel, в переводе с синдарина — «обнесённое стеной поселение на холме»), или Обел Халад (англ. Obel Halad) — поселение народа Халет в Первую Эпоху, расположенное на холме Амон Обел в центре леса Бретиль. Сбоку от холма находился исток реки Келеброс, вдоль которой шла дорога к Тейглинскому броду, которая пересекала Келеброс по мосту через Нен Гирит.
Главным зданием в Обел Халад был Дворец Вождей (англ. Hall of the Chieftains), резиденция Халада Бретиля. Он был расположен на склоне холма, окружённый обширным садом, который был обнесён «круглой земляной стеной, поднимавшейся внешней сухой дамбы». В полумиле от Обел Халад (возможно, с другой стороны Амон Обел) был построен Круг Собраний (англ. Moot-ring), где народ Бретиля собирался, чтобы выбрать нового вождя или принять важное решение. Он «имел форму огромного полумесяца с построенными семью уступами земляными скамьями, поднимавшимися с гладкого подножия, вырезанного в склоне холма. Высокая ограда окружала его, и… в середине самого нижнего уступа был установлен Ангбор, или Камень Рока — огромный плоский камень, на котором сидел Халад». Недалеко от Обел Халад также находились пещеры, служившие тюрьмой, а также Могильный Двор (англ. Garth of Graves), где хоронили вождей.
Дворец Вождей был сожжён во время гражданской войны в 501 г. П. Э., а Круг Собраний — осквернён пролитием крови. Впоследствии люди Бретиля раздробились, «каждый думал о своём доме», и Обел Халад, видимо, не восстанавливался.

### Амон Руд
Амон Руд (синд. Amon Rûdh, в переводе с синдарина — «лысая гора») — каменистый холм, находившийся к югу от Бретиля в Западном Белерианде в Первую Эпоху. Из всех растений на вершине холма росли только ярко-красные цветы серегона, «кровавого камня»; из-за этого казалось, что вершина эта покрыта кровью.
Гном-карлик Мим жил внутри Амон Руд вместе со своими сыновьями, Ибуном и Кхимом. Впоследствии Мима поймала шайка разбойников под предводительством Турина Турамбара и силой вынудила раскрыть место своего укрытия, которое после этого получило название Бар-эн-Данвед (синд. Bar-en-Danwedh), «Дом выкупа» (до этого его знали как Бар-эн-Нибин-Ноэг (синд. Bar-en-Nibin-Noeg) или «Дом гномов-карликов»). Когда было обнаружено, что Кхим, в которого стреляли, погиб, Турин раскаялся в содеянном и предложил свои услуги Миму, который с этих пор смирился с присутствием разбойников.
Амон Руд стал базой для вылазок разбойников, а с прибытием Белега он стал центром местности, известной как Дор-Куартол (синд. Dor-Cúarthol), «Земля лука и шлема» (намекая на двух воинов, Белега и Турина), ядром сопротивления силам Моргота. Однако местонахождение Турина было впоследствии раскрыто, после чего орки убили разбойников и взяли в плен Турамбара, покрыв вершину холма настоящей кровью.
Амон Руд ушёл под воду при разрушении Белерианда в ходе Войны Гнева в конце Первой Эпохи.

### Амон Сул
Амон Сул (синд. Amon Sûl, в переводе с синдарина — «холм ветра», в различных переводах — Заветерь, Заверть (англ. Weathertop)) — холм в Эриадоре, возвышающийся примерно на тысячу футов (300 м) над равниной, самая южная и высочайшая вершина Ветреных холмов (англ. Weather Hills), на котором стояла высокая башня, выстроенная Элендилом в первые дни после основания королевства Арнор. Она располагалась примерно на полпути между Широм и Ривенделлом на плоской вершине холма.
После постройки башня была высокой и красивой, но к событиям Войны Кольца от неё остались только руины. Во времена Элендила в ней хранился самый большой и сильный палантир, использовавшийся для общения с Гондором.
По легенде, с вершины башни на Амон Сул Элендил наблюдал прибытие Гил-Галада на войну Последнего союза с Сауроном.
Когда в 861 г. Т.Э. Арнор был разделён на три королевства, Амон Сул отошёл к Артедайну и господствовал над Восточной дорогой из Кардолана в Рудаур. Также там был оставлен специальный страж для охраны палантира. Однако Кардолан и Рудаур также желали обладать и башней, и палантиром, в результате чего между королевствами постоянно возникали трения.
В 1356 г. Т. Э. король Артэдайна Аргелеб I был убит, защищая Ветреные холмы от нападения со стороны Рудаура, возглавляемого к тому времени владыкой Людей Холмов, бывшим в секретном союзе с Королём-чародеем Ангмара. Арвелег I, сын Аргелеба, отбросил нападавших и защищал Ветреные холмы ещё много лет. Однако в 1409 г. Т. Э. Амон Сул был окружён огромной армией из Ангмара. Арвелег был убит, а башня — сожжена и разрушена. Палантир, тем не менее, был спасён, но позже потерян в море в связи с гибелью последнего короля Артедайна, Арведуи.
Со временем кольцо камней, бывшее основанием башни Амон Сул, обрушилось и поросло травой. Когда Гэндальф прибыл к руинам Амон Сул 3 октября 3019 г. Т. Э., он был осаждён там девятью назгулами. После этого на вершине холма разыгралась битва, в результате которой Гэндальфу удалось спастись бегством; кроме того, он оставил в центре руин пирамиду из разбитых и обожжённых камней. Самый верхний камень в ней маг пометил руной «Г» и тремя чертами, чтобы показать, что он был в этом месте третьего октября. Арагорн обнаружил и расшифровал этот знак, когда прибыл с хоббитами на Амон Сул 6 октября. Позже в ту же ночь, в ложбине на западном склоне Амон Сул, Фродо Бэггинс был атакован пятью назгулами и опасно ранен Королём-чародеем, после чего Арагорн быстро увёл хоббитов с Амон Сул далее в сторону Ривенделла.

### Амон Хен
Амон Хен (синд. Amon Hen, в переводе с синдарина — «холм зрения») — невысокая гора, расположенная на западном берегу Андуина, в южной оконечности длинного озера Нен Хитоэль, над водопадами Раурос. Амон Хен являлся одной из трёх вершин Рауроса, двумя другими были Амон Лау («холм уха») и Тол Брандир, остров на Андуине, расположенный между двумя холмами. На Амон Хен располагалось Кресло Зрения, служившее пунктом наблюдения за северными границами Гондора. Оно было построено в ранний период гондорской истории, возможно, даже ещё во Вторую Эпоху.
В книге «Братство Кольца» описано путешествие Братства вниз по Андуину из Лотлориэна до Амон Хен, где Братство распалось: Боромир попытался силой отобрать у Фродо Бэггинса Кольцо Всевластья (однако хоббиту удалось бежать) и вскоре после этого был убит, защищая Мерри и Пиппина от орков, посланных Саруманом для захвата Кольца. Орки в итоге захватили Мерри и Пиппина в плен и потащили их в Изенгард. Фродо же после бегства от Боромира поднялся на Амон Хен и сел в Кресло Зрения, не снимая Кольца, благодаря чему смог увидеть местность на сотни миль вокруг точки наблюдения. Именно оттуда вскоре после этого Фродо и Сэм пересекли на лодке Андуин, направляясь на восток, в сторону Мордора; остальные члены Братства бросились преследовать орков Сарумана для спасения Мерри и Пиппина.

### Амон Эреб
Амон Эреб (синд. Amon Ereb, в переводе с синдарина — «одинокий холм») — широкий, пологий холм между Рамдалом и рекой Гелион, который доминировал над южными равнинами Восточного Белерианда. Как высочайшая точка этого региона и самая восточная вершина Андрама, стоявшая отдельно от других, холм имел огромную стратегическую значимость, поскольку охранял восточный проход вокруг длинной гряды Андрама в южные части Белерианда и северную часть Таур-им-Дуинат.
Именно здесь Дэнетор, владыка нандор, погиб в Первой Битве Войн Белерианда против орков, а много позже Карантир укрепил холм, чтобы прикрывать свой отход на юг после Дагор Браголлах. Сыновья Феанора отошли на этот холм после Нирнаэт Арноэдиад.
Также кратко холм назывался просто «Эреб».

### Амон Этир
Амон Этир (синд. Amon Ethir, в переводе с синдарина — «холм наблюдателей») — искусственный холм, насыпанный эльфами Финрода на широкой равнине Талат Дирнен, примерно в лиге (около 5 км) к востоку от Врат Нарготронда, над рекой Нарог. С течением времени склоны его поросли деревьями, но с его голой вершины наблюдатели Нарготронда могли следить за окрестными землями ясным взором эльфов, от чего холм и получил своё название.
После разорения Нарготронда холм всё ещё стоял, и именно там Ниэнор встретила дракона Глаурунга. Погрузив все окрестные земли в густой зловонный туман, дракон поджидал её на холме, остававшемся единственной точкой, возвышавшейся над местностью, а встретив, наслал на Ниэнор заклятие забвения.

### Андрам
Андрам (синд. Andram, в переводе с синдарина — «длинная стена») — длинная гряда холмов, проходившая через Белерианд, от Нарготронда и Врат Сириона на западе до Рамдала («конца стены») на востоке. Обозначала границу резкого падения высоты земель Белерианда.
На самом восточном краю гряды стоял Амон Эреб, который обычно не рассматривался как часть Андрама.

### Андрот
Андрот (синд. Androth) — система пещер в горах Митрим. После Нирнаэт Арноэдиад некоторые из синдар и эдайн, пережившие битву, укрылись в этих пещерах. Туор был воспитан эльфами Андрота.

### Араман
Араман (кв. Araman, в переводе с квенья — «вне Амана») — северное побережье Амана, расположенное с внешней стороны гор Пелори. Это была безлюдная, гористая, ледяная пустыня (возможно, тундра). К северу от Арамана лежала ледяная пустыня Хэлкараксэ, соединявшая Аман с Белериандом; этим путём воспользовались для бегства Мелькор и Унголиант, а впоследствии — для похода в Средиземье — часть эльфов-нолдор (отряд, возглавляемый Финголфином).

### Ард-гален
Ард-гален (синд. Ard-galen, в переводе с синдарина — «зелёная местность», впоследствии Анфауглит (синд. Anfauglith)) — широкая зелёная равнина, лежавшая к северу от нагорья Дортонион и к югу от крепости Моргота Ангбанд в Железных горах в Первую Эпоху.
В первые века после восхода Солнца Ард-гален был зелёной равниной, богатой травой, простиравшейся от Хитлума и Эред Ветрин на западе до Эред Луин на востоке, и поднимавшейся на возвышенности Дортониона на юге. Однако равнину опустошили реки пламени и ядовитых газов, выпущенные из Ангбанда в Дагор Браголлах, и после этого её назвали Анфауглит — «удушливая пыль».
Пятая битва Войн Белерианда, Нирнаэт Арноэдиад (Битва бессчётных слёз) происходила на этой равнине, и тела павших в ней были собраны в курган посередине Анфауглита, получивший от эльфов название Хауд-эн-Нденгин (синд. Haudh-en-Ndengin), «курган убитых» и Хауд-эн Нирнаэт (синд. Haudh-en-Nirnaeth), «курган слёз». На этом кургане (и более нигде на Анфауглите) снова стала расти трава.
Как и все остальные земли Белерианда, Анфауглит ушёл под воду после Войны Гнева в конце Первой Эпохи.

### Аскар
Аскар (синд. Ascar, в переводе с синдарина — «рвущийся, неистовый») — река в Оссирианде. Аскар был самым северным притоком Гелиона и второй рекой Оссирианда. После разграбления Дориата гномами Берен Эрхамион напал на войско грабителей у Аскара и разгромил их. После того, как в реке утонули сокровища Дориата, её назвали Ратлориэль (синд. Rathlóriel), что означает «золотое дно».

## Б

Схематическая карта Белерианда.

### Балар (залив)
Залив Балар (англ. Bay of Balar) — залив моря Белегаэр к югу от Белерианда, питаемый рекой Сирион. Предположительно образовался в результате катаклизмов, сопровождавших войну Валар с Мелькором задолго до начала записи исторических событий. Также имя Балар носит большой остров в этом заливе.
Название напоминает о Валар (и Майар), особенно Оссэ, которые ассоциировались с областями континентального шельфа Средиземья.

### Балар (остров)
Остров Балар (англ. Isle of Balar) — остров в одноимённом заливе к югу от Белерианда, на котором располагался лагерь беженцев из числа эльдар и эдайн. Согласно легенде, остров был северной оконечностью Тол Эрессеа, которая отломилась, когда Ульмо переправлял эльдар в Аман.

### Барад Нимрас
Барад Нимрас (синд. Barad Nimras, в переводе с синдарина — «башня белого рога») — башня, построенная Финродом Фелагундом в Фаласе, между гаванями Бритомбар и Эгларест. Использовалась для наблюдения и предупреждения возможного нападения Моргота с моря. Оказалась бесполезна, потому что Моргот ни разу с моря не атаковал. Была разрушена Морготом во время нападения на Гавани Фаласа через год после Нирнаэт Арноэдиад.

### Барад Эйтель
Барад Эйтель (синд. Barad Eithel, в переводе с синдарина — «башня у истока») — крепость Финголфина. Располагалась у восточного подножия Эред Ветрин, у истока реки Сирион.

### Башня Дурина
Башня Дурина (англ. Durin's Tower) — башня, стоявшая на пике Келебдиля над Кхазад-думом, где Гэндальф победил Погибель Дурина. К ней можно было добраться только по длиннейшей Бесконечной Лестнице, которая начиналась глубоко в шахтах под горой.

### Белегаэр
Белегаэр (синд. Belegaer, в переводе с синдарина — «великое море», на квенья — Алатайрэ (кв. Alatairë)) — море Арды, находящееся к западу от Средиземья. Также называлось Великим Морем (англ. Great Sea) и Разделяющим Морем (англ. Sundering Seas).
До Второй Эпохи Белегаэр пролегал от Врат Ильмена на крайнем севере (где ледяной мост, известный как Хэлкараксэ, соединял Средиземье и Аман) до крайнего юга, где он также соединялся с Ильменом и замерзал. На севере Белегаэр был уже, чем на юге, а самая широкая его часть располагалась вблизи экватора Арды.
Полные размеры Белегаэра после падения Нуменора никогда не были полностью ясны, однако в любом случае на севере он заходил достаточно далеко, чтобы быть покрытым вечными льдами, равно как и на юге.
Название «Белегаэр» на синдарине состоит из двух частей: Белег («сильный») и Аэр, или Эар («море») — ср., к примеру, «Эарендил» — «любящий море».
До конца Второй Эпохи континент Аман, место обитания Валар, формировал западное побережье Белегаэра. До разрушения Белерианда в конце Первой Эпохи море было узким и замёрзшим на севере и переходило в пролив Хэлкараксэ, «Скрежещущий лед». В то время было возможно добраться из Амана в Средиземье пешком (хотя и с огромным трудом), что и проделали Финголфин и его народ при исходе из Валинора.
После Войны Гнева Белегаэр расширился за счёт затопления значительной части Средиземья. В ходе Акаллабет во Второй Эпохе моря были «закольцованы», а мир стал круглым. Аман был удалён из мира, Белегаэр теперь омывал «новые земли», и только избранные могли найти Прямой Путь в Валинор. Новые западные берега Белегаэра никогда не описывались Толкином, хотя существуют указания на то, что потомки беженцев из Нуменора достигали их, пытаясь достичь Валинора, но как и повсюду, находили там лишь смерть и тлен.

### Белые горы
Белые горы (англ. White Mountains, приблизительный перевод синдаринского названия Эред Нимраис — «горы белых пиков») — горная цепь на западе Средиземья, получившая название по ледникам на её высочайших вершинах. Цепь тянется в основном с запада на восток, но имеет также северное ответвление, которое отделялось от основной цепи Хитаэглир (Мглистых гор) Вратами Рохана.
Даже в таких южных регионах, как Гондор и Рохан, на вершинах Белых гор снег лежал даже летом, что, скорее всего, означало их значительную высоту. Перевалов через горную цепь не было. Тропы Мёртвых проходили под ними, но только очень отважные (или безрассудные) когда-либо пробовали пройти по ним.
Белые горы формировали северную границу Гондора и южную — Рохана, за исключением их восточной части, где к северу от гор располагалась гондорская провинция Анориэн.

### Барандуин
Барандуин (синд. Baranduin, также известен как Брендивайн; в переводе с синдарина — «золотисто-коричневая река») — четвёртая по длине река Средиземья (после Андуина, Келдуина (Бегущей) и Гватло/Митейтеля). Вытекая из озера Эвендим в северном Эриадоре, Барандуин проходил по восточным окрестностям Шира, формируя его восточную границу (кроме Бакленда, лежавшего между рекой и Старым лесом). Единственными местами переправы через Барандуин в Шире являлись Брендивайнский мост (англ. Brandywine Bridge), изначально Мост Каменных Луков (англ. Bridge of Stonebows), на Восточной дороге, Брендинорский паром и Сарнский брод в Южной Чети. Обходя Старый лес с юга, река пересекала Сарнский брод и текла на север через заброшенную область Минхириат, после чего впадала в море Белегаэр к северу от лесистой области Эрин Ворн.
Обыгрывая синдаринское название реки, ширские хоббиты в своё время назвали её Бранда-нин (англ. Branda-nîn), что значит «приграничная вода» на изначальном хоббитском диалекте вестрона. Затем уже и это название было, в свою очередь, обыграно и превращено в Бральда-хим (англ. Bralda-hîm), обозначающее «крепкое пиво» (по цвету воды в реке), что Толкин транслировал на английский как Брендивайн, в значении «коньячное вино».
Для ширских хоббитов Брендивайн был границей между известным и неизведанным, и даже те, кто жил в Бакленде прямо на противоположном берегу реки, воспринимались как «странные».
Притоков Барандуина Толкином не описано, за исключением тех, которые находились в Шире или недалеко от него: Водья (англ. The Water) — в центральном Шире, текла с северо-запада; Левкойный Ручей (англ. Stockbrook), вытекавший из Залесья; Ширборн (англ. Shirebourne) — вытекал из края Зелёных Холмов, в него впадал Чертополоховый Ручей (англ. Thistle Brook); и Ивлинка (англ. Withywindle) из Старого Леса. Чуть выше по течению, чем Брендивайнский мост, находился Ременный остров (англ. Girdley Island).

### Бесконечная Лестница
Бесконечная Лестница (англ. Endless Stair) — лестница, которая вела из самой глубокой шахты Мории на вершину Келебдиля. Бесконечная Лестница имела такой легендарный статус среди гномов, что некоторые считали её вымышленной, однако Гэндальф подтвердил её существование Гимли, когда рассказывал о своей битве с Погибелью Дурина (балрогом). Башня Дурина и верхняя часть лестницы были уничтожены в этой схватке. Высота лестницы неизвестна, но Гэндальф говорил, что она состояла из множества ступеней, вившихся непрерывающейся спиралью. Лестница должна была иметь воистину баснословные пропорции, поскольку позволила Гэндальфу и балрогу взойти от подземного озера, находившегося на дне пропасти, на несколько тысяч футов до вершины одной из высочайших гор Средиземья.

### Бретиль
Бретиль (синд. Brethil) — лесной массив на границе Дортониона, изначально бывший частью Дориата. Именно в Бретиль переселился Дом Халет из своего предыдущего места обитания, располагавшегося к востоку от реки Гелион. Некоторые из друэдайн также обитали в Бретиле.
Основной приметой леса был холм Амон Обел, на котором стоял Эфель Брандир (синд. Ephel Brandir), главное поселение халадинов. Также через весь лес протекала река Тейглин.

### Бритиах
Бритиах (синд. Brithiach) — единственный брод через реку Сирион к югу от Топей Серех. Дорога из Нан Дунгортеб и Димбара пересекала Сирион по этому броду к северу от леса Бретиль.

### Бруинен
Бруинен (синд. Bruinen, также — Гремучая (англ. Loudwater), в переводе с синдарина — «громкая вода») — река в Западном Средиземье, основной приток Митейтеля (Седонны). Бруинен начинался слиянием двух рек во Мглистых горах (один из них начинался у Высокого перевала, где позднее был выкопан Город Гоблинов). Река формировала южную границу королевства Арнор, а позднее — княжества Рудаур, к югу от Эрегиона. Южный рукав Бруинена протекал через глубокую долину, где Элронд основал убежище Имладрис, или Ривенделл (при этом Элронд обладал способностью отчасти контролировать реку).
Переправиться через Бруинен можно было только в одном месте — по броду недалеко от Ривенделла. Этот брод, и вся река вместе с ним, назывался Краем Неосвоенного (англ. Edge of the Wild).
Когда Торин Дубощит и его отряд шли на завоевание Эребора, они перешли через Бруинен после приключения с троллями, направляясь в Ривенделл на отдых. В начале Войны Кольца Фродо Бэггинс был отнесён на коне Глорфиндела к броду через Бруинен, при этом на его плечах висела погоня Чёрных Всадников. У этого брода опасно раненый Фродо выстоял в поединке с Королём-чародеем Ангмара. Соблазн захватить Фродо заманил назгулов в реку, после чего Элронд и Гэндальф Серый выпустили на волю гигантскую массу воды Бруинена, магией Гэндальфа облечённой в форму огромных коней, а Глорфиндел и Арагорн загнали их в реку. Этот потоп погубил лошадей Чёрных Всадников и тем самым временно нейтрализовал их.

### Бурые земли
Бурые земли (англ. Brown Lands) — регион, расположенный на восточном берегу Андуина, между Лихолесьем и Мордором. В Первую Эпоху Жёны энтов обосновались там и разбили свои сады, а также учили людей, живших там, сельскому хозяйству. Сады Жён энтов, как тогда называлась эта местность, существовали ещё очень долго, вплоть до Второй Эпохи, когда Саурон, за некоторое время перед Битвой при Дагорладе, не выжег всю местность, после чего она и стала именоваться Бурыми землями. Древень, однако, был уверен, что Жёны энтов не были полностью уничтожены, а лишь «потерялись»; их окончательная участь остаётся загадкой.
Бурые земли описываются как выжженные, будто бы огнём, без единого зелёного растения. В «Братстве Кольца» Братство проходит мимо этой области в эльфийских лодках, плывя вниз по Андуину. Примечательное знание Арагорном географии и истории подводит его в данном случае: он «не может сказать», что «так выжгло» этот регион.

## В

### Врата Рохана
Врата Рохана (англ. Gap of Rohan, также переводилась как Грива Рохана, Врата Ристании) — разрыв между Мглистыми горами и Белыми горами (Эред Нимраис).
Через Врата Рохана протекали реки Изен и Адорн, которые формировали эффективную границу королевства Рохан. Рохан ранее был известен как Каленардон, соответственно, и Врата Рохана ранее назывались Вратами Каленардона. Треугольник между реками Изен и Адорн и Белыми горами был территорией, оспариваемой рохиррим и дунландцами.
Древняя Большая Дорога, соединявшая королевства Арнор и Гондор, проходила через Врата, пересекая Изен у Изенских Бродов.
Проход через Врата контролировался крепостью Ангреност, или Изенгард, которой во 2-й половине Третьей Эпохи владел Саруман.
В ходе Войны Кольца Братство Кольца решило не идти через Врата Рохана, поскольку они знали о союзе Сарумана с Сауроном, и вместо этого пошли через Морию.
Рохиррим участвовали в нескольких битвах с дунландцами и орками Сарумана, проходившими во Вратах Рохана. Во время одной из таких битв Теодред, сын короля Теодена, был смертельно ранен.

## Г

### Гватло
Гватло (синд. Gwathló, или Серый поток (англ. Greyflood)) — река в среднем Эриадоре.
Синдаринское слово «Гватло» было позаимствовано от названия «Гватир» (англ. Gwathir), данного реке нуменорцами во Вторую Эпоху, что переводится как «тенистая река». Река была названа так, поскольку во всём своём течении протекала через густейшие леса, в древности покрывавшие Минхириат на севере и Энедвайт на юге. Гватло была одной из рек, которой было дано и адунайское название: Агатуруш (англ. Agathurush).
Гватло была достаточно широкой, чтобы быть судоходной на всём протяжении до места впадения её притока Гландуина. Саму реку формировали Гландуин и Митейтель, которые, сливаясь, формировали болотистую местность Нин-ин-Эильф (синд. Nîn-in-Eilph), или Лебедянь (англ. Swanfleet).
Когда нуменорские «морские короли» начали требовать всё больше дерева для постройки своих кораблей, нуменорцы выстроили на Гватло порт-крепость Лонд Даэр, или Лонд Даэр Энед. В результате промысла окрестные земли быстро лишались лесов, а к началу Третьей Эпохи все леса вообще исчезли.
В конце Второй Эпохи и начале Третьей Гватло служила границей между королевствами Арнор и Гондор, а на месте, где Старая Южная дорога пересекала реку (будучи единственным её пересечением в нижнем течении), был построен огромный гондорский северный аванпост — Тарбад. Однако к концу Третьей Эпохи Гондор отступил далеко на юг, а Арнор был уничтожен. Тарбад и его огромный мост через Гватло был оставлен и разрушился, а реку стало необходимо пересекать у руин Тарбада по опасному броду.

### Гинглит
Гинглит (синд. Ginglith) — река в Белерианде, приток Нарога. Исток Гинглита находился в лесу Нуат (синд. Núath), рядом с Эред Ветрин, на севере Западного Белерианда. Пройдя земли Тумхалад, Гинглит впадал в Нарог примерно в 50 нуменорских милях к северу от Нарготронда.

### Гландуин
Гландуин (синд. Glanduin, в переводе с синдарина — «пограничная река») — река в Эриадоре, одна из составляющих реки Гватло. Гландуин был южной границей эльфийского государства Эрегион, а позднее — королевства Арнор.
Начинаясь во Мглистых горах к югу от Мории, он протекал на запад — северо-запад, пока в него не впадал Сираннон — недалеко от места, где ранее находилась столица Эрегиона, Ост-ин-Эдиль. Ниже по течению Гландуин впадал в Лебедянь (англ. Swanfleet), обширные болота к северо-востоку от Тарбада, откуда вытекала Гватло.
На некоторых картах Средиземья название «река Лебедянь» ошибочно присвоено Гландуину или даже Изену, но в реальности название «Лебедянь» относилось только к болотам.

### Горгорот
Горгорот (синд. Gorgoroth, в переводе с синдарина — «ужас») — плато в северо-западном Мордоре, в середине которого возвышался вулкан Ородруин. К северо-востоку от Ородруина, на отроге Эред Литуи, Саурон построил свою крепость — Барад-дур. В ходе Войны Кольца Горгорот был местом расположения шахт и кузниц, производивших оружие и доспехи для армий Мордора. Плато было покрыто вулканическим пеплом, соответственно, на нём практически ничего не росло. Постройка поселений и проживание там были невозможными.
Такое же название было в своё время дано горной цепи в Белерианде (Эред Горгорот).

### Грам (гора)
Гора Грам (англ. Mount Gram) — гора в северном Эриадоре; точное место её расположение неизвестно, однако возможно, что она располагалась в Эттенмурсе, или в Ангмарских горах, или где-то ещё в северной части Мглистых гор. Была населена гоблинами, армия которых однажды напала на хоббитов в Шире.

## Д

### Дагорлад
Дагорлад (синд. Dagorlad, в переводе с синдарина — «равнина битвы») — огромная безлесная открытая равнина между Эмин Муйл и Кирит Горгор. Название происходит от Битвы при Дагорладе, в которой участвовали силы Саурона и Последний союз эльфов и людей в конце Второй Эпохи. Тела погибших разлагались, однако со временем часть поля превратилась в болота, Мёртвые Топи, где можно было увидеть лица павших.
Позже, в Третью Эпоху, Дагорлад был местом многих битв между Гондором и различными армиями истерлингов, включая Битву при Моранноне. Бесчисленные битвы двух эпох превратили Дагорлад в безлюдную пустыню, загрязнённую и нездоровую, с лужами ядовитой жижи и курганами из выжженной земли.

### Двиморберг
Двиморберг (англ. Dwimorberg, в переводе с роханского — «гора призраков») — горная вершина в Белых горах, расположенная в начале долины Хэрроудейл. Параллельно самой горе Двиморберг, на скале с восточной стороны долины, был расположен Дунхарг. За Дунхаргом располагался хвойный лес, называвшийся Димхольт.
В Димхольте была небольшая узкая долина, в которой стоял камень, обозначавший вход на Тропы Мёртвых, где обитали неупокоенные духи горцев-клятвопреступников. После того, как Арагорн освободил духов от их клятвы, Двиморберг перестал служить им приютом и стал безопасным.

### Димбар
Димбар (синд. Dimbar) — пустошь на севере Белерианда, лежащая между лесами Бретиля на западе и Нелдоретом на востоке.

### Долгое озеро
Долгое озеро (англ. Long Lake) — озеро, расположенное в месте слияния Лесной реки и северных плёсов Келдуина к югу от Эребора. Озеро получило своё название из-за того, что его длина с севера на юг больше, чем с запада на восток (с западного берега, где впадала Лесная река, восточный берег был еле виден, а северный и южный — не видны совсем). Озеро в виде водопада на его южном конце низвергалось в Келдуин, который, в свою очередь, впадал во внутреннее море Рун. Город Эсгарот был полностью построен на самом озере, которое, таким образом, представляло его естественный защитный барьер. Эсгарот был построен очень близко к месту впадения Лесной реки, но был защищён от течения выступающей частью скалы. Внутренние течения в озере были спокойными, что способствовало судоходству.

### Дорвинион
Дорвинион (синд. Dorwinion) — земли, располагавшиеся на северо-западном побережье моря Рун. В первую очередь эта территория славится своими плодородными почвами, виноградниками и вином, которое находилось в почёте у королей Гондора и всего Средиземья. По совету Толкина на карте Средиземья художницы Паулины Бейнс лежащим в конце рек Карнен и Келдуин, и с тех пор так и изображался на других картах. Возможно, Дорвинион был частью Гондора в течение нескольких столетий в начале Третьей Эпохи. В время Войны Кольца территории Дорвиниона довольно быстро были отрезаны от Гондора истерлингами Рун. Тем не менее, регион не пришёл в упадок, ведь Дорвинион являлся постоянным поставщиком вин в соседние союзные города Дейл и Эсгарот, а также в Лихолесье, доступ к которым оставался открытым. Именно эльфы Лихолесья в произведении «Хоббит, или Туда и обратно» пьют вино «из южных земель», а в бочках из-под этого вина гномы и Бильбо попадают в Эсгарот. По этому маршруту можно предположить, что процесс транспортировки вина из Дорвиниона в остальные области Средиземья происходил при помощи рек и речного транспорта.

### Дортонион
Дортонион (синд. Dorthonion, в переводе с синдарина — «страна сосен», позднее Таур-ну-Фуин (синд. Taur-nu-Fuin), «лес мрака ночи») — в Первую Эпоху нагорье, находившееся на севере Белерианда к югу от равнины Ард-Гален (позднее — Анфауглит), которая лежала у подножия твердыни Моргота, Ангбанда, и горной системы Тангородрим.
Дортонион служил сценой для приключений и опасностей, пережитых многими основными персонажами нескольких книг Толкина и прочих работ, таких, как «Сильмариллион», «Баллады Белерианда» и, с самого недавнего времени, — «Дети Хурина». Так же, как и прочие великие леса в легендариуме Толкина (Лихолесье, Фангорн и Лориэн), Дортонион был важным местом перемещения героев в вымышленной истории Средиземья и местом героических подвигов таких персонажей, как Берен, Лютиэн, Белег и Турин Турамбар.
С востока на запад Дортонион тянулся на шестьдесят лиг. К северу высота его постепенно увеличивалась, а на склонах этих гор росли густые сосновые леса (так же, как и на западных склонах над Ущельем Сириона). Большая часть Дортониона представляла собой нагорье с голыми скалистыми пиками, возвышающимися на большие высоты, нежели вершины близлежащих Эред Ветрин (Гор Мрака). Эред Горгорот (Горы Ужаса) формировали южную границу Дортониона, заворачивая к югу с восточной стороны нагорья и формируя Ущелье Аглон между Дортонионом и холмами Химринг. На юге и западе Дортониона находились Эхориат (Окружные горы), окружавшие скрытое королевство Гондолин. Между собственно Дортонионом и Эхориат лежало ущелье Анах.
Первоначально Дортонионом правили Ангрод и Аэгнор, двое сыновей Финарфина, под властью своего старшего брата Финрода. Северо-западная часть Дортониона, Ладрос, была отдана Боромиру из Дома Беора как вассальное владение (около 350 г.) и управлялась его потомками.
В Дагор Браголлах Дортонион был основным театром военных действий, поскольку Моргот сконцентрировался на его завоевании. Ангрод и Аэгнор были убиты вместе с большинством их подданных, включая Бреголаса, в то время — Владыку Ладроса, и практически всех воинов из его Дома, и Дортонион был захвачен. Брат Бреголаса, Барахир, остался в Дортонионе, возглавляя отряд партизан, противостоявших Морготу, отступив в высокие горы Ладроса. Сосновые леса под влиянием Моргота постепенно стали тёмными и опасными и были названы Таур-ну-Фуин («Лес под мраком ночи»). Говорили, что лес этот проклят и что любой, попавший в него, будет схвачен и пропадёт навсегда, либо сойдёт с ума от ужаса. Когда силы Барахира были оттеснены, а Дортонион всё больше и больше подпадал под власть Моргота (процесс этот продолжался несколько лет), название «Таур-ну-Фуин» всё больше применялось ко всему нагорью в целом.
Объединённые силы под командованием Маэдроса отвоевали Дортонион незадолго до Нирнаэт Арноэдиад (в результате этой битвы Моргот вновь захватил его, теперь уже окончательно).
Вместе с прочими землями к западу от Эред Луин Таур-ну-Фуин был по большей части уничтожен в Войне Гнева в конце Первой Эпохи. Его самые высокие вершины уцелели в виде острова Тол Фуин (Остров ночи), являвшегося частью западных островов.

### Друадан
Друадан, или Лес Друадан (англ. Drúadan Forest) — сосновые леса, покрывавшие подходы к Белым горам в восточном Анориэне, к югу от Великой Западной Дороги. Название, являющееся частью перевода синдаринского Тавар-ин-Друэдайн (синд. Tawar-in-Drúedain), происходит от факта обитания в этом лесу друэдайн, или дикарей, которые жили там начиная с Первой Эпохи и сторонились нуменорцев. После коронации Арагорн сделал лес независимым государством под протекторатом Гондора.

### Дунланд
Дунланд (англ. Dunland) — местность на северо-западе Средиземья, страна людей, называвшихся дунландцами (англ. Dunlendings). Эти люди были высокими, смуглыми и темноволосыми и являлись традиционными врагами рохиррим: они завидовали богатству Рохана, сами при этом живя на границе с ним. Во время Войны Кольца Саруман убедил их совершить вторжение в Рохан совместно с силами Изенгарда.

## Ж

### Железные холмы
Железные холмы (англ. Iron Hills, вариант перевода — Рудный Кряж) — горный хребет на севере Средиземья, расположенный к северо-востоку от Эребора. В этих горах, как сообщает Алая Книга, было много железа, но золота в них так и не нашли, сколько ни искали.
Около 2590 года Третьей Эпохи в эти горы переселились гномы из рода Дурина. Они обитали там до 2941 года Т. Э., точнее, до Битвы Пяти Воинств, после которой Даин II Железностоп, предводитель гномов с Железных Холмов, стал правителем возрождённого Подгорного королевства. После этого в хрониках Железные холмы более не упоминаются.
В Железных Холмах берёт начало река Карнен.

## З

### Зачарованная река
Зачарованная река (англ. Enchanted River) — тёмная река, на которую было наложено заклятье сна, протекавшая в Лихолесье. Исток её находился в Горах Лихолесья, она впадала в Лесную реку у пещер Трандуила. В «Хоббите» эта река стала препятствием для похода отряда Торина Дубощита.
В Первую Эпоху Эсгалдуин в Дориате также называли Зачарованной рекой.

## И

### Ивлинка
Ивлинка (англ. Withywindle, вариант перевода — Ветлянка) — река в Старом лесу, приток Берендуина. Вытекала с Могильников, протекала мимо дома Тома Бомбадила и Золотинки в Старом лесу и впадала затем в Бредивайн. Оригинальное английское название буквально означает «ивовая корзина» (англ. withy, «ива» + англ. windle, «корзина»).

### Изен
Изен (англ. Isen; правильно читается [а́йзен]; на синдарине — Ангрен (Железная)) — река в Западном Средиземье. Её исток находился в южной части Мглистых гор, далее она протекала в южном направлении через крепость Изенгард (или Ангреност) к Белым горам, где резко сворачивала на запад и впадала в море Белегаэр. Длина реки составляла 430 нуменорских миль, что делало её восьмой по длине рекой Средиземья.
Изен (Айзен, Исена) обозначает «железо» (ср. немецкое eisen, староанглийское isærn и современное английское iron), соответственно Изенгард (правильнее — Айзенгард) — «железная крепость».
На расстоянии примерно в 150 миль к западу от Врат Рохана в Изен впадал его единственный известный приток, река Адорн.
Изен и Адорн формировали границу королевства Рохан, а треугольник между Изеном, Адорном и Белыми горами был спорной территорией, на которую претендовали и рохиррим, и дунландцы.
Изен можно было пересечь лишь в Изенгарде или по Изенским бродам, где рохиррим участвовали в ряде великих битв против дунландцев и орков Сарумана в конце Третьей Эпохи.
В фильме Питера Джексона Саруман при помощи плотины отвёл Изен от Изенгарда, поскольку он превратил свою крепость в военный завод, и у его северной стены река была запружена. Когда энты атаковали Изенгард, они разрушили плотину и восстановили изначальное течение реки, временно затопив при этом весь Изенгард.

### Изенские броды
Изенские броды (англ. Fords of Isen) — переправа на реке Изен, охранявшаяся рохиррим. Будучи единственным переходом через Изен, ведущим в Рохан, броды имели важное стратегическое значение.
В ходе Войны Кольца у Изенских бродов состоялись две битвы между силами Сарумана и рохиррим: 23 февраля 3019 г. Т. Э. и 2 марта 3019 г. Т. Э., общим итогом которых была победа сил Сарумана, смертельное ранение Теодреда и отход остатков сил рохиррим к Хельмовой Пади (впоследствии этих воинов привёл к Хорнбургу Гэндальф в ходе Битвы в Хельмовой Пади).

### Ирисные поля
Ирисные поля (англ. Gladden Fields, на синдарине — Лоэг Нинглорон, синд. Loeg Ningloron) — болотистая местность при впадении реки Ирисной в Андуин.
Ирисная (англ. Gladden) — река в Рованионе, называемая на синдарине Нинглор (также Сир Нинглор (синд. Sîr Ninglor), sîr = «поток», ninglor = «водяная лилия, ирис»). Ирисная начиналась слиянием двух безымянных рек во Мглистых горах и текла на восток, впадая в великую реку Андуин и образуя при впадении обширную болотистую дельту (собственно Ирисные поля). У истоков Ирисной находится один из трёх перевалов через Мглистые горы (два других — перевал на Карадрасе и Высокий перевал).
Во 2 году Третьей Эпохи на Ирисных полях Исилдур и три его старших сына (Кирион, Аратан и Элендур) подверглись внезапному нападению орков. Исилдур попытался бежать вплавь, бросившись в Андуин и используя невидимость, которую он приобрёл, надев Кольцо Всевластья. Однако кольцо соскользнуло с пальца Исилдура и упало на дно реки. Исилдур переплыл на противоположный берег Андуина, где был убит орками, поджидавшими там возможных выживших после нападения. Оруженосец Исилдура, Охтар, сумел спасти обломки его меча Нарсила; сыновья Исилдура также погибли в бою. Этот инцидент позже стали известен как «Катастрофа на Ирисных полях».
Там же, через двадцать пять столетий, хоббит Деагол во время рыбной ловли нашёл Кольцо Всевластья в Андуине и был убит своим родственником, Смеаголом, который стал созданием, известным людям под именем Голлума (как он стал называть себя сам после изгнания).

## К

### Кабед-эн-Арас
Кабед-эн-Арас (синд. Cabed-en-Aras, в переводе с синдарина — «прыжок оленя») — глубокая теснина на реке Тейглин непосредственно к северу от места впадения в неё реки Келеброс в лесу Бретиль. «Отвесная скала в сорок футов высотой» лежала на востоке Кабед-эн-Арас, а на другой стороне был «берег несколько менее отвесный и более низкий», и вода «яростно бежала между скал» посередине.
Когда дракон Глаурунг выполз из Нарготронда, чтобы напасть на Бретиль, он выбрал прямую дорогу и решил пересечь реку через ущелье, вместо того чтобы повернуть на Бретильский переход. Этого ожидал Турин Турамбар, который спрятался под южной скалой и ударил дракона в брюхо своим мечом Гуртангом, когда дракон переползал через реку. Смертельно раненый Глаурунг сумел всё-таки переползти на северную сторону, выжигая деревья огнём и проламывая всё на своём пути по обе стороны реки. Перед смертью ему удалось довести Ниэнор Ниниэль до самоубийства, и она бросилась в Тейглин с вершины Кабед-эн-Арас, а вскоре после этого и Турин бросился на меч у края теснины.
После этого никто никогда не смотрел во тьму Кабед-эн-Арас, «ни один зверь или птица не приходили туда, ни одно дерево не росло там; и названо было это место Кабед Наэрамарт (синд. Cabed Naeramarth), „прыжок ужасной судьбы“». Тело дракона было сожжено людьми Бретиля, и «Поле сожжения» было с тех пор пустынным. На месте смерти Турина был воздвигнут курган, а на него был поставлен огромный серый камень, называвшийся «Камнем Несчастных» или «Стоячим Камнем» («Талбором» на языке людей леса). На нём рунами было вырезано:
TÚRIN TURAMBAR DAGNIR GLAURUNGA

NIENOR NÍNIEL
Позже их мать Морвен нашла камень и оставалась рядом с ним до своей смерти. Здесь её нашёл Хурин, её муж, но Морвен умерла в тот же день с заходом солнца. Люди Бретиля похоронили её с западной стороны камня, а к надписи на нём было добавлено: «Здесь лежит также Морвен Эдельвен». Толкин пишет, что «после того дня страх покинул это место, хотя печаль осталась, и было оно всегда безлистным и голым». Однако, пока существовал Белерианд, женщины Бретиля приходили туда отдавать дань памяти и пели о Серой Госпоже, напрасно искавшей своего сына. Также провидец и арфист Бретиля по имени Глируин (синд. Glirhuin) пел, что Камень Несчастных «никогда не будет осквернён Морготом или низвергнут с кургана».
После затопления Белерианда северный край Кабед-эн-Арас, включая Камень, превратился в остров Тол Морвен, один из нескольких островов к западу от побережья Средиземья в более поздних эпохах.

### Каир Андрос
Каир Андрос (синд. Cair Andros, вариант перевода — Кеир Андрос) — остров в середине реки Андуин, расположенный примерно в 40 милях (64 км) к северу от Осгилиата. Название его в переводе с синдарина обозначает «корабль длинной пены», поскольку 

… остров имел форму огромного корабля с высоким носом, обращённым на север, о который на острых скалах разбивались волны Андуина, создавая белую пену.— Толкин Дж. Р. Р. Властелин Колец. - Приложение А (iv) (любое издание).
 Каир Андрос был одним из двух главных бродов через Андуин (второй располагался в Осгилиате далее к югу). Южнее Осгилиата Андуин становился слишком широким для перехода вброд, а севернее Каир Андроса река превращалась в непроходимые болота в месте, где в неё впадал её приток, Энтова Купель. Таким образом, Каир Андрос имел жизненно важное стратегическое значение в течение многих веков противостояния Гондора и Мордора. Каир Андрос использовался в качестве военного укрепления уже во времена Братоубийственной войны, позже он был снова укреплён для защиты Анориэна, когда Итилиэн был захвачён орками Мордора.
Гарнизон Каир Андроса поддерживался в боеспособном состоянии вплоть до Войны Кольца, однако был разгромлен (а остров — захвачен) незадолго до битвы на Пеленнорских полях. Позже Арагорн во время похода к Мораннону послал небольшую группу воинов для освобождения острова. После падения Саурона Каир Андрос использовался как перевалочный пункт во время приготовлений к пиру на Кормалленском поле.

### Калакирия
Калаки́рия, или Калаки́рья (кв. Calacirya), или Ущелье света — узкий проход, ведущий сквозь горную цепь Пелори к северу от Таникветиля в Амане в страну Валинор.
До создания прохода попасть в Валинор было вообще невозможно, но с прибытием эльфов в Благословенный Край Валар открыли для них узкий проход через горную цепь Пелори. Впоследствии Валар предпочли бы снова полностью закрыть горы, но, заботясь об эльфах, которые хотели видеть звезды, под которыми они пробудились когда-то на берегах Куивиэнен, оставили Калакирию открытой.
Валар также не хотели полностью разделять Ваньяр и Нолдор с Телери, живущими на побережье. Они открыли проход в сплошной стене Пелори, в который и вошли Ваньяр и Нолдор и поселились в городе Тирион на холме Туна, расположенном прямо посередине Калакирии. Телери же предпочли остаться на острове Тол-Эрессеа на гораздо большее время, и даже покинув его, они предпочли не входить в Валинор. Вместо этого они поселились на восточном берегу Амана в вечерней тени Пелори в городе-гавани Альквалондэ.

### Карадрас
Карадрас (синд. Caradhras, в переводе с синдарина — «красный рог», в оригинальном тексте также называется Краснорог (англ. Redhorn), на кхуздуле — Баразинбар (англ. Barazinbar)) — один из высочайших пиков Мглистых гор. Карадрас находится над Вратами Краснорога (англ. Redhorn Gate), единственным перевалом через Мглистые горы между Ривенделлом и Вратами Рохана. Также, как и Келебдиль с Фануидолом, Карадрас является одной из морийских гор, под которыми был построен великий город гномов Кхазад-дум. Ниже уровня снега склоны Карадраса были красноватыми по цвету, что, видимо, и послужило происхождением его названия.
Карадрас — самая северная из морийских гор. Мифриловые шахты, на которых основывалось богатство Кхазад-дума, постепенно расширялись в направлении к северу от Карадраса. Именно там шахтёры и обнаружили Проклятие Дурина, балрога Мории.
В течение столетий у Карадраса была недобрая репутация, из-за которой он и заслужил прозвище «Жестокий». Гимли говорил, что Карадрас носил это прозвище ещё до того, как в этих краях стал известен Саурон, и что он одинаково не любит ни эльфов, ни гномов.
Врата Краснорога изначально соединяли бывшее государство нолдор Эрегион на западе с долиной Азанулбизар и далее с долиной Андуина на востоке. После того, как Эрегион был уничтожен в войне эльфов с Сауроном, этот проход в основном использовался эльфами для путешествий между Лориэном и Эриадором. Хоббиты использовали этот перевал при их миграции в Эриадор с Ирисных полей. Врата Краснорога славились коварством и особенно запомнились как место похищения орками жены Элронда Келебриан. Позднее попытка Братства Кольца пройти этим перевалом чуть не закончилась трагически из-за снежного бурана. Кроме самой бури Братству пришлось испытать на себе ужасные звуки ветра и камнепады; также они чуть не попались в ловушку, созданную снежными заносами. Гимли и Арагорн (в меньшей степени — Боромир) приписали эту комбинацию напастей природной «злобности» Карадраса.
В фильме Питера Джексона «злой голос», который слышат члены Братства во время бури, — это Саруман, говорящий на квенья, заклиная Карадрас обрушить свою силу на Братство, в то время как Гэндальф ответным заклинанием призывает его уснуть.
Слово «Карадрас» напоминает греческое слово χαράδρα (хара́дра), означающее «горный поток».

### Карнен
Карнен (синд. Carnen, в переводе с синдарина — «красная вода») — река в Рованионе, также называемая Красная (англ. Redwater). Река Карнен протекала на юг, имея исток в Железных холмах, к востоку от Одинокой горы, до впадения в неё Келдуина примерно в 250 милях к югу. Оттуда реки текли как один поток в море Рун через страну Дорвинион.
Королевство Дейл после своего вторичного основания расширилось в область между Келдуином и Карнен. Вполне возможно, что люди Дейла и Эсгарота торговали с лесными эльфами, перевозя товары по этим рекам.

### Каррок
Каррок (англ. Carrock) — каменистый островок на верхних подходах к реке Андуин, к северу от Старого брода. В главе № 7 «Хоббита», которая в оригинале называется «Queer lodgings», Гэндальф утверждает, что ступени от основания скалы до её плоской вершины были созданы Беорном и что название «Каррок» придумано им же. Это утверждение — не более, чем лингвистическая шутка Толкина, поскольку «кар» на англо-саксонском языке означает «скала», плюс к этому «каррег» по-ирландски (ирл. Carraig) и по-валлийски (валл. Carreg) также означает «скала».

### Келдуин
Келдуин (синд. Celduin, в переводе с синдарина — «бегущая река»), также называлась Бегущая (англ. River Running) — река в Рованионе. Келдуин имел 600 миль в длину и протекал от Одинокой горы на юг через Долгое озеро, где в него впадала Лесная река, и затем через восточные окраины Лихолесья. После этого он поворачивал на юго-восток и протекал через обширные восточные равнины Рованиона до слияния с Карнен. Далее обе реки в виде одного потока делали длинную петлю в юго-восточном направлении и впадали в великое внутреннее море Рун через земли Дорвиниона. На Келдуине ко времени Войны Кольца стояло два торговых города — Дейл, неподалёку от Одинокой Горы, и Эсгарот на Долгом озере. В Дейле проводилась ярмарка, славившаяся на всё Средиземье. Также известно, что у устья Келдуина, в Дорвинионе производилось качественное вино, которое ценил король Трандуил. Известно, что хоббит Бильбо, находясь в Эсгароте в тихую ночь, слышал шум водопадов ниже по течению. Река была судоходна (из текста «Хоббита» известно, что до разорения Дейла Смаугом корабли с воинами иногда доходили до Дейла; также известно, что Бильбо и гномы Торина Дубощита достигли Дейла на кораблях, предоставленных жителями Эсгарота).

### Келебдиль
Келебдиль (синд. Celebdil, на кхуздуле — Зиракзигиль (англ. Zirakzigil), в переводе с синдарина — «среброзуб» (англ. Silvertine)) — горная вершина во Мглистых горах, самая западная из трёх пиков (вместе с Карадрасом и Фануидолом), возвышавшихся над городом гномов Кхазад-дум. На вершине Зиракзигиль находилась Башня Дурина; именно в этом месте Гэндальф сражался с балрогом в Битве на вершине.
В письме, написанном в 1968 году, Толкин писал, что ассоциировал швейцарский Зильберхорн, который он видел, стоя лагерем возле Мюррена в 1911 году, со «Среброзубом (Келебдилем) моей мечты».

### Келебрант
Келебрант (синд. Celebrant, в переводе с синдарина — «серебряный поток»; на кхуздуле — Кибиль-нала (англ. Kibil-nâla), на вестроне — Серебрень или Серебрянка (англ. Silverlode)) — река в Лотлориэне, начинавшаяся в восточной части Мглистых гор у Восточных врат Мории. Далее протекала через Лотлориэн, где в неё впадала Нимродэль, и в итоге впадала в Андуин. Братство Кольца следовало вдоль Келебранта, проходя из Мории в Лотлориэн.

### Келеброс
Келеброс (синд. Celebros, в переводе с синдарина — «серебряная пена») — приток Тейглина, протекавший мимо леса Бретиль. Глаурунг был убит Турином возле места впадения Келеброса в Тейглин; кроме того, Ниэнор Ниниэль покончила жизнь самоубийством, прыгнув в Келеброс (по версии, изложенной в «Войне Самоцветов»).

### Керин Амрот
Керин Амрот (синд. Cerin Amroth, в переводе с синдарина — «курган Амрота») — курган, заросший эланором, который находился в середине Лотлориэна. Ранее на этом месте находился дом Амрота (до момента его пропажи без вести). На этом кургане века спустя обручились Арагорн и Арвен, сюда же Арвен пришла умирать после смерти Арагорна.

### Кирит Горгор
Кирит Горгор (синд. Cirith Gorgor, в переводе с синдарина — «ущелье ужаса», на вестроне — «ущелье духов») — главный проход в Мордор в месте, где сходятся горные цепи Эред Литуи и Эфель Дуат. Кирит Горгор защищали Чёрные Ворота и охраняли две башни — Кархост и Нархост, называемые Клыками Мордора.

### Клыки Мордора
Клыки Мордора, или Башни клыков (англ. Teeth of Mordor, англ. Towers of the Teeth) — две башни, расположенные по обе стороны от Чёрных Ворот Мордора. Башни (известные под собственными именами Кархост и Нархост) изначально были построены людьми Гондора после поражения Саурона во Второй Эпохе для охраны входа в Мордор, но позже, уже в Третьей Эпохе, были захвачены Сауроном. К этому времени башни уже были заброшены (видимо, это произошло после поражения короля Ондогера в 1944 г. Т. Э. от Людей Повозок, поскольку легенды гласят, что до этой битвы в башнях находился гарнизон).
В произведениях Толкина точно не указано, какая из башен находилась с какой стороны Мораннона. Однако, судя по всему, Кархост (синд. Carchost, в переводе с синдарина — «клык-крепость») был с восточной стороны, а Нархост (синд. Narchost, в переводе с синдарина — «крепость огня») — с западной. Башни были уничтожены в Войне Кольца одновременно с поражением и развоплощением Саурона, последовавшим за уничтожением Кольца Всевластья. Их разрушение показано в фильме Питера Джексона «Возвращение короля».

### Кормаллен
Кормаллен (синд. Cormallen) — широкое зелёное поле в Итилиэне, недалеко от Хеннет Аннун, где проводились празднества по поводу окончательного разгрома Саурона. Согласно Кристоферу Толкину, название обозначает «золотой круг» и происходит от деревьев кулумальда, окружавших поле.

### Криссаэгрим
Криссаэгрим (синд. Crissaegrim, в переводе с синдарина — «горные вершины с расселинами») — часть южной цепи Эхориата, окружных гор Гондолина. В этой области жили великие орлы Торондора. Оттуда они следили за шпионами Моргота в долине Сириона.
В произведениях Толкина Криссаэгрим обычно называется «расселиной орлов» (англ. Eagles' Cleft) или «обиталищем орлов» (англ. Abode of Eagles).

### Куивиэнен
Куивиэнен— крупный залив (озеро) в западной оконечности моря Хелькар на востоке Средиземья, на берегах которого пробудились Старшие Дети Илуватара — Квенди, найденные позже Оромэ

### Кханд
Кханд, корректно Ханд (англ. Khand) — земля, лежавшая к юго-востоку от Мордора и к востоку от Ближнего Харада. В произведениях Толкина об этой стране и её людях сказано очень немного. Она была родиной варьягов Кханда — воинов, поверхностно упомянутых в тексте с очень небольшими пояснениями. Алфавитный указатель к томам VIII и XII «Истории Средиземья», предположительно, по решению Кристофера Толкина, толкует слово «варьяги» как «народ Кханда».
Кханд находился под влиянием Мордора и упоминается дважды в повествовании Толкина об истории Гондора: в 1944 году Третьей Эпохи, когда варьяги вместе с Людьми Повозок напали на Гондор, а также позже, когда в ходе Войны Кольца с ними сражались и убивали на Пеленнорских полях.

### Кхелед-зарам
Кхелед-зарам (англ. Kheled-zâram, вариант перевода — Келед Зарам) на кхуздуле или Зеркальное (англ. Mirrormere) на вестроне — озеро, расположенное под вратами Кхазад-дума. По легендам гномов Народа Дурина, после пробуждения Дурина Бессмертного у горы Гундабад на севере Хитаэглир (Мглистых гор) он шёл на юг, пока не увидел это озеро. Он посмотрел в него, и в отражении увидел над своей головой корону из звёзд. После этого в этом месте он основал Казад-дум.
Во время событий Войны Кольца Братство Кольца прошло мимо этого озера, покидая Морию. Несмотря на спешку, Гимли не мог пройти мимо, не поглядев в него. Фродо Бэггинс и Сэмуайз Гэмджи присоединились к нему и также увидели корону Дурина.

## Л

### Ладрос
Ладрос (синд. Ladros) — северо-восточная часть Дортониона. В течение короткого времени Ладрос был вассальным владением Дома Беора, но затем был завоёван Морготом в ходе Дагор Браголлах.
Всего было три владыки Ладроса: Боромир, Брегор и Бреголас. Строго говоря, брат Бреголаса Барахир также был владыкой Ладроса, но он де-факто никогда не правил своим владением, поскольку в то время Моргот захватил Дортонион и Ладрос в Битве Внезапного Огня, в которой сам Бреголас был убит. Его брат Барахир и его двенадцать верных воинов, включая его сына Берена, стали изгнанниками в собственной стране и перешли к партизанской войне, нападая на силы Моргота из своего тайного убежища в Таир Аэлуин на южных границах Ладроса. Их предал Горлим Несчастный, и все они были убиты, кроме Берена, который был выслан в дозор и из-за того не ночевал в этом укрытии.

### Лесная река
Лесная река (англ. Forest River) — река, протекавшая через северное Лихолесье. Она начиналась в Эред Митрин, далеко на севере, и затем текла на юго-запад, местами петляя, пока не впадала в Зачарованную реку около пещер Трандуила. Оттуда в виде единого потока обе реки текли на восток и впадали в Долгое озеро у Эсгарота, образуя при впадении Долгие болота.

### Лонд Даэр Энед
Лонд Даэр Энед (синд. Lond Daer Enedh, изначально — Виньялондэ (кв. Vinyalondë), в переводе с квенья — «новая гавань») — порт, основанный наследным принцем Нуменора Алдарионом в эстуарии реки Гватло в начале Второй Эпохи. Виньялондэ было первым постоянным поселением нуменорцев в Средиземье. Отсюда Гильдия купцов Алдариона начала вывоз местного строевого леса для нужд судостроительных верфей Нуменора.
Через несколько столетий вырубка леса в близлежащих областях Энедвайт и Минхириат привела к катастрофическим последствиям: местное население (предки дунландцев) разгневалось и начало воевать с нуменорцами со всё возрастающей яростью, несколько раз уничтожив гавань и часто сжигая готовые к отправке запасы древесины в результате мелких точечных набегов.
Ко времени войны эльфов с Сауроном в середине Второй Эпохи эта «новая гавань» превратилась в процветающий город, и в последующую тысячу лет её название было изменено на «Лонд Даэр», «великую гавань». Под этим именем город стал одним из двух мест высадки нуменорских сил в Эриадоре, использовавшихся для поддержки эльфов примерно в 1700 г. Второй Эпохи.
После войны верфи Лонд Даэр испытывали недостаток в древесине, поскольку силы Саурона сожгли почти все остававшиеся леса в Энедвайте и Минхириате. Исходя из того, что кораблестроение в такой ситуации стало непрактичным, важность Лонд Даэр уменьшилась, а страсть нуменорцев к ещё большей наживе заставила их переключить своё внимание на новые порты на юге, Пеларгир и Умбар. После этого Лонд Даэр был снова переименован: будучи одним из нескольких важных портов Средиземья, он был назван «Лонд Даэр Энед», «великая средняя гавань». Несмотря на это, Нуменор всё ещё поддерживал судоходство вверх по реке Гватло вплоть до Тарбада.
После падения Нуменора Элендил основал королевство Арнор в землях, расположенных к северу от Лонд Даэр, но порт к тому времени стал ненужным, был заброшен и разрушился. Вместо этого контроль над этой областью осуществлялся из Тарбада. Однако древние руины Лонд Даэр были всё ещё различимы даже в конце Третьей Эпохи; их до сих пор можно найти на картах того времени.

### Лосгар
Лосгар (синд. Losgar) — место сожжения кораблей телери Феанором, расположенное в устье фьорда Дренгист.

### Лотланн
Лотланн (синд. Lothlann) — «широкая и пустая» равнина на северо-востоке Белерианда, расположенная за Рубежом Маэдроса и Вратами Маглора.

### Лун (залив)
Залив Лун (англ. Gulf of Lune) — часть моря Белегаэр, вторгавшаяся через цепь Эред Луин в Эриадор. Залив Лун, названный в честь реки Лун, впадавшей в него, был создан в ходе Войны Гнева, когда был разрушен Белерианд. В центре Оссирианда Белегаэр прорвался через горы и создал залив. Остатки Белерианда к северу от залива стали известны как Форлиндон, а к югу — Харлиндон (Северный и Южный Линдон). В восточной оконечности залива Лун были основаны Серые Гавани, или Митлонд.
Во Вторую Эпоху корабли нуменорцев впервые пришли в залив Лун, чтобы навестить нолдор и синдар в королевстве Гил-Галада, которые остались в Средиземье, а в Третью Эпоху из него на Заокраинный Запад отправлялись корабли эльдар.

### Лун (река)
Лун (англ. Lhûn или англ. Lune) — река в Северном Линдоне, впадавшая в залив Лун с образованием длинного фьорда. Основная карта, приложенная к «Властелину Колец» показывает три притока реки Лун: два из них вытекали с Эред Луин, а третья — с холмов Эвендим к северу от Аннуминаса (хотя с самим озером Эвендим у реки Лун связи не было).

В рукописях Толкина, датируемых ок. 1940 года, даётся перевод — «Синяя река». Однако позже этимологии были изменены, значение слова точно неизвестно, но Толкин предполагал, что оно, скорее всего, значит «полноводная река».

## М

### Маханаксар
Маханаксар (кв. Máhanaxar, в переводе с квенья — «Кольцо Судьбы») — место, где Валар собираются для совместных встреч, советов и судебных заседаний. Оно находится перед золотыми западными вратами Валмара. Слово Маханаксар является, по-видимому, квенийским заимствованием из валарина, как и слово Эзеллохар.

### Мёртвые Топи
Мёртвые Топи (англ. Dead Marshes, также переводилось как Гиблые Болота или Мертвецкие Болота) — заболоченная часть древнего поля битвы Дагорлад к северо-западу от Мораннона, главного входа в Мордор. На этом месте произошло несколько битв, наиболее значительной из которых была Битва при Дагорладе в конце Второй Эпохи, когда Последний Союз бился с силами Мордора. Битва эта была отмечена великим множеством жертв с обеих сторон — среди эльфов, людей и орков. С течением времени болота начали наползать на части поля битвы и поглощать могилы убитых, лежавших там. Топи также известны как «Болота Мёртвых Лиц»; они описаны в главе «Мёртвые Топи» тома «Две крепости» следующим образом:

…тоскливые и нагоняющие усталость. Холодная, вязкая зима всё ещё висела над этой забытой страной. Единственной зеленью была тина и живые водоросли на тёмной маслянистой поверхности угрюмой воды. Мёртвая трава и гниющий камыш маячили в тумане, как изорванные тени давно забытого лета.— Толкин Дж. Р. Р. Властелин Колец: том II «Две крепости», книга IV, глава 2 «Мёртвые Топи»
На пути в Мордор, в своём походе к Ородруину для уничтожения Кольца Всевластья, Фродо Бэггинса и Сэмуайза Гэмджи провёл через Топи Голлум. Тела, которые можно было увидеть лежащими в водоёмах Топей, были, скорее всего, нематериальными, а лишь образами тех, кто пал в битве, поскольку Голлум говорит: «Только образы, можно посмотреть, но не потрогать». Фродо был заворожён похожими на свечи огоньками, которые, казалось, парили над Топями (Голлум называл их «свечами мёртвых»; те, кто подпадал под гипноз этих огней и пытался дотронуться до тел, чаще всего сами тонули в водоёмах и присоединялись к мёртвым). В книге Голлум рассказывает об опасности Сэму, который окликает недвижимого и безжизненного Фродо и выводит его из транса до того, как Фродо успевает коснуться воды.
В письме 1960 года Толкин говорил, что «Мёртвые Топи и подходы к Мораннону обязаны своим появлением Северной Франции после Битвы на Сомме».

### Метедрас
Метедрас (синд. Methedras, в переводе с синдарина — «конечный рог») — самый южный пик Мглистых гор, лежавший над Изенгардом в долине Нан Курунир.

### Минас-Тирит (Первая Эпоха)
Минас Тирит (синд. Minas Tirith, в переводе с синдарина — «башня-страж») — крепость эльфов на острове посреди реки Сирион между Хитлумом на западе и Дортонионом на востоке. Возведена Финродом Фелагундом, старшим сыном Финарфина и королём Нарготронда вскоре после прихода нолдор в Белерианд. После того, как Финрод завершил строительство Нарготронда и окончательно там воцарился, он передал крепость своему племяннику Ородрету, сыну Ангрода. Ущелье Сириона было единственным местом, где большое войско могло пройти в земли Западного Белерианда с севера, что делало крепость исключительно важным стратегическим пунктом.
В 455 П.Э., в ходе Дагор Браголлах, была взята войском Ангбанда под предводительством Саурона. Саурон остался в крепости, сделав её своей резиденцией. Остатки защитников бежали в Нарготронд, а остров, на котором стояла крепость, после этого стали называть Тол-ин-Гаурхот (остров Оборотней).
В 465 П.Э. Берен, Финрод и десять его спутников, под видом орков шедших в Ангбанд, были замечены и приведены в крепость, где состоялся легендарный песенный поединок Финрода с Сауроном. Саурон одолел Финрода, разоблачил его спутников и бросил их в темницу крепости, где все они, за исключением Берена, погибли мучительной смертью. Берен остался в живых благодаря самопожертвованию Финрода. В скором времени, остров был освобождён от власти Саурона принцессой Лутиэн Тинувиэль, после того, как валинорский пёс Хуан поверг Саурона, вышедшего в образе волка на поединок. Крепость была освобождена, но рухнула, лишившись поддержки воли Саурона, связывающей её воедино. После разрушения крепости на острове был похоронен Финрод; его могила стояла нетронутой до конца Первой Эпохи.
После Войны Гнева руины крепости вместе со всем Белериандом опустились на дно моря.

### Минхириат
Минхириат (синд. Minhiriath, в переводе с синдарина — «между рек», соответственно, эльфийский эквивалент слова «Месопотамия») — земли в Эриадоре, расположенные между Мглистыми горами и Эред Луин. У Минхириата не было чёткой границы на севере, но на юге, востоке и западе он был ограничен реками и морем: Берендуином, Седонной и Белегаэром.
Когда в Минхириате по приказу нуменорских «морских королей» началась широкомасштабная вырубка лесов (после VII века Второй Эпохи), жители Минхириата — минхириатрим — стали откровенно враждебно относиться к дунэдайн и начали преследовать последних. Только тем из них, кто «убежал из Минхириата в тёмные леса великого мыса Эрин Ворн», удалось выжить. Многие, если не все, из этих обитателей лесов впоследствии «приветствовали Саурона и надеялись на его победу над Людьми из-за Моря», но им пришлось пережить разочарование — и понять, что они попали в ловушку — после того, как Тёмный Властелин обратил в пепел большую часть оставшихся лесов, а затем потерпел окончательное поражение в 1701 г. В. Э.
В 3320 г. В. Э. Минхириат номинально стал частью вновь основанного королевства Арнор; в это время он представлял собой «землю, бывшую на каждой своей стороне пустыней вдаль и вширь, безлесную и необработанную».
С 861 г. Т. Э. Минхириат вошёл в состав одного из трёх государств, образовавшихся на месте распавшегося Арнора — Кардолана; но разграбление Кардолана Ангмаром в 1409 г. Т. Э., без сомнения, привело к серьёзному падению численности населения всей страны. Ещё более худшим бедствием стало пришествие Великой Чумы в 1636 г. Т. Э., после которой Минхириат был «почти полностью покинут». После 1975 г. Т. Э., даже несмотря на то, что «некоторые скрытные охотники жили в лесу» в течение Третьей Эпохи (видимо, имеется в виду также и Эрин Ворн), притязания на Минхириат не заявляло ни одно государство.
Хотя во времена Войны Кольца Минхириат и был «до сих пор местами поросший густым лесом», однако, в своё время представляя собой сплошной лесной массив, он нёс на себе шрамы пяти тысяч лет постоянной вырубки деревьев, пожаров и войн.
Что касается населения Минхириата, то прогнозы на сей счёт в легендариуме приводились весьма положительные. Так, при разговоре об Эриадоре (и особенно о землях к югу и западу от Пригорья) с трактирщиком Барлиманом в конце Войны Кольца Гэндальф уверенно предсказывает, что «со временем пустоши перестанут быть таковыми, и будет люди и поля там, где однажды была голая пустыня».

### Митейтель
Митейтель (синд. Mitheithel, также Седонна (англ. Greyflood), в переводе с синдарина — «серый поток») — великая река в Эриадоре. Вытекала с северной части Мглистых гор, откуда, пройдя через Эттенблат, поворачивала к югу. Восточная дорога пересекала Митейтель у Последнего моста, после которого река сливалась с Бруиненом, формируя Угол. С этого места Митейтель являлся северной границей Эрегиона до впадения в болота Лебедянь, где протекал Гландуин, откуда он становился рекой Гватло.

### Могильники
Могильники (англ. Barrow-downs, также переводилось как Упокоища, на синдарине — Тирн Гортад (синд. Tyrn Gorthad)) — гряда невысоких холмов к востоку от Шира, за Старым лесом, к западу от деревни Пригорье. Многие из холмов были увенчаны могильными камнями и погребальными курганами (отсюда и название).
Могильники были впервые населены людьми, родственными эдайн, в Первую Эпоху, равно как и холмы Эвендим дальше к северу. Эти люди бежали на запад, когда истерлинги вторглись в Эриадор и прошли далее, в Белерианд, но после того, как они были изгнаны или убиты в Войне Гнева, эдайн вернулись в свои старые жилища.
Во Вторую Эпоху численность их сильно возросла, кроме того, в холмах Могильников поселились первые нуменорские переселенцы. Когда Элендил приплыл в Средиземье, территория Могильников была включена в состав королевства Арнор. Курганы Тирн Гортада весьма почитались нуменорцами, поскольку они сразу распознали их как первые захоронения своих предков, умерших задолго до того, как они встретились с эльфами Белерианда.
После распада Арнора в холмах Тирн Гортада находился административный центр княжества Кардолан. После падения Рудаура под ударами Ангмара дунэдайн Кардолана укрепились в Могильниках, но в 1409 г. Т. Э. королевство пало, а Великая Чума 1636 года истребила всех оставшихся дунэдайн, скрывавшихся в Могильниках. В этот момент Король-чародей Ангмара наслал туда нежить, более известную как умертвия (англ. Barrow-wights). В 1850-х гг. Т. Э. король Артэдайна Аравал пытался заново колонизировать Кардолан, но его попытка провалилась из-за козней Нежити.
Путешествуя из Старого леса в Пригорье, Фродо, Сэм, Мерри и Пиппин, проходя через Могильники, попадают в ловушку к умертвиям, возможно, в той же пирамиде из камней, под которой находилась могила последнего князя Кардолана. Их спас Том Бомбадил, а из погребальных сокровищ хоббиты извлекли зачарованные арнорские кинжалы, которые ковались, чтобы уничтожать слуг Ангмара (известно что арнорские клинки были единственным оружием, способным отправить в небытие Короля-чародея Ангмара).
Мерри использовал такой кинжал, чтобы помочь в уничтожении Короля-Чародея в Битве на Пеленнорских Полях. Сэм оставил свой рядом с Фродо в Кирит Унгол (но позже получил его назад от Гэндальфа), а Пиппин своим кинжалом убил предводителя троллей в битве у Мораннона.

### Мордорские горы
Мордорские горы (англ. Mountains of Mordor) — горы, окружавшие Мордор с трёх сторон: севера, запада и юга, формируя незамкнутый четырёхугольник.
На севере горная цепь называлась Эред Литуи (синд. Ered Lithui), или Пепельные горы (получившие своё название, видимо, от того, что до них долетал вулканический пепел во время извержений Ородруина), на западе (возможно, также и на юге) — Эфель Дуат (синд. Ephel Dúath), или Горы Мрака (буквально — «мрачная ограда»).
В месте, где Эред Литуи и Эфель Дуат смыкались, располагался Мораннон — чёрные ворота Мордора.

### Мортонд
Мортонд (синд. Morthond, в переводе с синдарина — «чёрный корень») — река в Гондоре, начинавшаяся на южных склонах горы Двиморберг в конце Троп Мёртвых в Белых горах. Она протекала мимо древней крепости Эрех и Пиннат Гелин. После впадения в него Рингло, Мортонд, в свою очередь, впадал в море близ Эделлонда.

## Н

### Нан-татрен
Нан-татрен (синд. Nan-tathren, в переводе с синдарина — «долина ив») — область, знаменитая своими цветами, где Нарог впадал в Сирион в Южном Белерианде. На квенье название звучало как Тасаринан и Нан-тасарион; эти названия использовал Древобород в своем песенном повествовании о затопленных землях Белерианда. Эльдар, выжившие при разрушении Гондолина и возглавляемые Туором, временно отдыхали в Нан-татрен на пути к устью Сириона.

### Нарог
Нарог (синд. Narog) — главная река Западного Белерианда. Нарог вытекал из Омутов Иврин в Эред Ветрин, следовал на юг, затем — на юго-восток, протекал через теснину через несколько порогов, пересекая холмы Андрам, или Длинную Стену, и впадал в Сирион в Стране Ив Нан-татрен, недалеко от разветвлённой дельты Сириона. Притоками Нарога были Гинглит на севере и Рингвиль в Таур-эн-Фарот.
На западном берегу Нарога, непосредственно к югу от места впадения в него Рингвиля, нолдор и гномами был высечен в камне город Нарготронд, твердыня Финрода Фелагунда.
Турин Турамбар, возглавивший войско Нарготронда, убедил Ородрета построить мост через Нарог, что привело к падению города (через этот мост в город смог проникнуть дракон Глаурунг).

### Невраст
Невраст (синд. Nevrast) — прибрежная область на севере Белерианда. На синдарине означает «ближний берег», в противоположность Дальнему Берегу Амана; название «Невраст» изначально применялось ко всем побережьям Белерианда.
Невраст был центром эльфийского королевства Тургона в течение около ста лет (до примерно 125 г. П. Э.), когда его народ начал переселяться в Гондолин. Столицей Тургона (и, похоже, единственным городом Невраста) был Виньямар. После переселения эльфов в Гондолин Невраст никогда не был постоянно заселён и даже полностью заброшен, пока Туор не пришёл туда по зову Ульмо.
Невраст был первой частью Белерианда, где поселились нолдор, однако до их возвращения там уже жили синдар, соответственно, население Невраста вскоре стало весьма смешанным — в гораздо большей степени, чем в других частях Белерианда.

### Нен Гирит
Нен Гирит (синд. Nen Girith, в переводе с синдарина — «дрожащая вода») — водопад на реке Келеброс, в месте, где она впадала в Тейглин на границах Бретиля. Водопад поднимал в воздух множество брызг, от чего и произошло его первоначальное название Димрост, «дождливая лестница». Над Димростом люди Бретиля построили деревянный мост, пересекавший Келеброс.
С моста открывался обширный вид. Были видны даже Ущелья Тейглина, располагавшиеся в двух милях от него. Когда Ниниэль впервые привели в Бретиль и она поднялась на мост, её охватила дрожь — столь сильная, что даже название водопада изменили на Нен Гирит. Только позднее выяснилась причина её пророческого страха: ущелья, увиденные ею с моста, впоследствии стали местом её трагической гибели.

### Нен Хитоэль
Нен Хитоэль (синд. Nen Hithoel) — большое озеро на реке Андуин посреди нагорья Эмин Муйл, к востоку от Рохана. Размеры озера — примерно 20 миль (32 км) с севера на юг и 10 миль (16 км) с запада на восток. На северных подступах к озеру в правление короля Ромендакила II люди Гондора построили гигантские Столпы Аргоната, чтобы обозначить северную границу своего королевства (однако ко времени Войны Кольца граница значительно отодвинулась к югу). На южной оконечности острова стояли три холма: Амон Хен с Креслом Зрения — на западном берегу Андуина, Амон Лав с Креслом Слуха — на восточном, холм же Тол Брандир представлял собой остров посреди самого озера. Никто никогда не ступал на Тол Брандир из-за сильнейших течений к южной оконечности озера, вызваных сбросом воды из него в водопад Раурос.
Братство Кольца прибыло в Нен Хитоэль 26 февраля 3019 г. Т. Э. и разбило лагерь в Парт Галене, недалеко от Амон Хен. Практически сразу после этого произошли события, повлекшие за собой гибель Боромира и раскол Братства. Фродо и Сэм уплыли на лодке на восточный берег, а Мерри и Пиппина взяли в плен урук-хай, служащие Саруману, и после погребения тела Боромира путём отправления его в эльфийской лодке вниз по Андуину Арагорн, Леголас и Гимли пустились в погоню за урук-хай для спасения пленных хоббитов.

### Нимродэль (река)
Нимродэль (синд. Nimrodel) — река в Лотлориэне. Начиналась у подножия Мглистых гор, под вершиной Келебдиль, и затем текла через Лотлориэн и впадала в Келебрант. Была названа в честь Нимродэли, возлюбленной короля Амрота, жившей у этой реки.

## П

### Парт Гален
Парт Гален (синд. Parth Galen, в переводе с синдарина — «зелёный газон», в переводе Григорьевой/Грушецкого — Порт Гален) — зелёная лужайка над водопадом Раурос у подножия Амон Хен. Находилась на западном берегу Нен Хитоэль у его южной оконечности; представлял собой красивую зелёную поляну, снабжаемую водой небольшим родником. Именно здесь произошёл раскол Братства Кольца.

### Пелори
Пелори (кв. Pelóri) — горная цепь в Амане, отделяющая внутренние равнины Валинора от Эльдамара и пустынь Араман и Аватар.
Горы были созданы Валар, прибывшими в Аман после разрушения Альмарена и Двух Светильников, для сокрытия и защиты Валинора от дальнейших нападений Мелькора. Таникветиль является высочайшей вершиной Пелори, на которой расположен трон Манвэ, вторая по высоте гора — Хьярментир. 
Единственным проходом через Пелори является Калакирия.
Пелори — высочайшие горы в Арде. После бегства Мелькора из Амана они были подняты ещё выше, а их склоны были сделаны совершенно неприступными.
Также Пелори известны как Горы Амана, Защитные Горы и Горная Стена.

### Пиннат Гелин
Пиннат Гелин (синд. Pinnath Gelin, в переводе с синдарина — «зелёные хребты») — холмы на востоке Гондора, между Белыми горами и Анфаласом. Перед Битвой на Пеленнорских Полях «три сотни крепких ратников в зелёном» под командованием князя Гирлуина пришли из этой области в Минас Тирит.

### Поле Келебранта
Поле Келебранта (англ. Field of Celebrant) — равнинная область, поросшая травой, с востока ограниченная Андуином, с севера — лесом Лотлориэн, с юга — рекой Светлимой, а с запада — Мглистыми горами. Название своё поле получило от реки Келебрант, протекавшей через Лотлориэн. На поле Келебранта произошла знаменитая битва армий Гондора и Эотеода с балхот.

### Порос
Порос (англ. Poros) — река на юге Гондора, естественная северная граница оспариваемой территории Южного Гондора и южный рубеж Итилиэна. В Третью Эпоху река являлась южной границей Гондора.
Длина реки составляла около 400 миль (640 км). Она начиналась в горах Эфель Дуат на границе Мордора и текла на юго-запад на протяжении примерно 300 миль, далее поворачивала на север и впадала в Андуин непосредственно перед его дельтой. Харадская дорога пересекала реку на Бродах Пороса.

### Последний мост
Последний мост (англ. Last Bridge) — переход через реку Митейтель, часть Великой Восточной дороги. Мост служил важным пунктом на пути из Пригорья в Ривенделл, поскольку находился чуть далее середины пути и примерно в неделе путешествия на восток от Пригорья.
Бильбо Бэггинс, гномы и Гэндальф перешли этот мост в «Хоббите», хотя его название прямо и не упоминается в книге, а их встреча с троллями произошла в роще рядом с ним. В «Братстве Кольца» Арагорн нашёл на мосту берилл, оставленный Глорфинделом в качестве предупреждения о том, что назгулы ищут носителя Кольца Всевластия вдоль Великой Восточной дороги. Глорфиндел упоминает о вступлении в бой с назгулами на мосту для того, чтобы позволить хоббитам и Арагорну беспрепятственно достичь Ривенделла.

### Проход Сириона
Проход Сириона (англ. Pass of Sirion) — ущелье между Эред Ветрин и Эхориат в Северном Белерианде, где протекала река Сирион. Служил основным входом в Северный Белерианд со стороны Ард-галена. Представлял собой узкую долину, крутые склоны которой были покрыты соснами. Земля на дне долины была очень плодородной.
Посредине течения Сириона в Проходе Сириона находился остров Тол Сирион.

### Прямой Путь
Прямой Путь (англ. Straight Road) — дорога, покидающая кривизну Земли и ведущая через небо и всемирное пространство в Аман. Она называется так, потому что следует по старому пути через Белегаэр, который существовал до Акаллабет, когда плоский мир был сделан круглым. Прямой путь открыт только для эльфов, которым разрешено отплывать туда на своих кораблях по особой милости Валар. Когда корабль, уходящий по Прямому Пути, наблюдают с берега, то можно заметить, что он медленно становится всё меньше и меньше, пока совсем не исчезает из виду (в отличие от обычных кораблей, «падающих» за горизонт).
В ранних произведениях Толкина упоминается, что некоторые смертные, помимо тех, которых эльфы перевозили на своих кораблях (как, например, Фродо и Бильбо), могут также найти этот путь в ситуации, напоминающей Бермудский треугольник (например, Эльфвин/Эриол из «Книги утраченных сказаний»).
Известно также раннее стихотворение Толкина «Имрам» («Смерть святого Брендана»), где автор связывает реальную мифологию и начальные версии мифологии своего вымышленного мира. Судно святого Брендана, согласно сюжету этого произведения, оказывается на Прямом Пути и достигает эльфийской «последней страны».

## Р

### Ривиль
Ривиль (синд. Rivil) — приток Сириона. Начинался в Дортонионе и тек на северо-запад до впадения в Сирион в топях Серех.
В «Сильмариллионе» река упоминается дважды. Первый раз — в главе, повествующей о Берене и Лютиэн. Колодцем Ривиля называлось место, где расположились лагерем орки, убившие Барахира, отца Берена. Берен напал на них и отобрал отрубленную руку Барахира вместе с Кольцом Фелагунда, после чего снова скрылся.
Вторично река упоминается в главе о Нирнаэт Арноэдиад (Битве бессчётных слез), где отступление Хурина и Хуора описывается так: 

…шаг за шагом отступали они, пока не зашли за топи Серех, и поток Ривиль не оказался перед ними. Там встали они и не отходили назад более.— Толкин Дж. Р. Р. Сильмариллион. — Глава 20 «О Пятой битве»

### Рингвиль
Рингвиль (синд. Ringwil) — приток Нарога. Начинался в холмах за Нарготрондом и протекал к северу от скрытого города.
В месте впадения Рингвиля в Нарог была сооружена секретная дверь, через которую Лютиэн сбежала из Нарготронда, где Келегорм и Куруфин держали её в плену.

### Рингло
Рингло (синд. Ringló) — река в Гондоре, образованная двумя меньшими безымянными реками в Белых горах, точнее, их южной ветви, обращённой к Белфаласу. Протекая через город Этринг, она проходила к северу от Тарноста, где в неё впадал Кирил, и достигала моря вместе с Мортондом в Эделлонде.

### Роковая Щель
Роковая Щель (англ. Cracks of Doom) — вулканическая расселина, наполненная лавой, находившаяся в Саммат Наур, в недрах Ородруина. В Роковой Щели Саурон выковал Кольцо Всевластья в середине Второй Эпохи. Именно туда Фродо Бэггинс должен был бросить Кольцо Всевластья, и только там оно могло быть уничтожено. От Барад-Дура к Роковой Щели вела дорога.
В «Возвращении короля» Роковая Щель описывается как огромный разлом, разделявший туннель, шедший в глубину Ородруина. Из расселины исходило красноватое свечение, вероятно, от наполнявшей её лавы. Это свечение было единственным источником света в Саммат Наур, ибо даже фиал Галадриэль под воздействием чар Саурона не мог светиться там, в сердце его царства.
В Роковую Щель упал Голлум, откусивший палец Фродо, вместе с Кольцом Всевластья, тем самым завершив миссию Братства Кольца.

### Рун
Рун (синд. Rhûn, в переводе с синдарина — «восток», на вестроне — Восток и Восточные земли) — огромный регион в крайней восточной части Средиземья, место обитания истерлингов и одноимённое название внутреннего моря.
Руном называли все земли к востоку от Рованиона, вокруг и за внутренним морем Рун, откуда начиналось множество нападений на Гондор и его союзников в Третью Эпоху.
О землях, находившихся за морем Рун, практически ничего не известно. Даже Гэндальф, по собственному признанию, никогда не бывал там, а Арагорн, хотя он и путешествовал в тех краях, никогда никому не рассказывал об этом.
О древней географии Руна можно немного узнать из «Сильмариллиона»: далеко за морем Рун было другое внутреннее море, Хелкар, а за ним — горная цепь, известная под названием Орокарни, или Красные горы. Где-то на дальнем Востоке также находились Куивиэнен и Хилдориэн, где впервые проснулись, соответственно, эльфы и люди.
Испокон веков Рун был вотчиной истерлингов, Людей Тьмы, которые, за редким исключением, с готовностью следовали и за первым, и за вторым Тёмными Владыками и сражались в войнах с эльфами и дунэдайн на стороне Тьмы. Также эти земли были населены исчезнувшими в незапамятные времена эльфами, авари и уманиар, а также четырьмя из семи кланов гномов.
В Третью Эпоху Рун посетили трое магов: Саруман, Алатар и Палландо; но если Саруман впоследствии вернулся на запад, то двое Синих Магов остались в землях Востока навсегда. Сам Саурон также посещал восточные земли, скрываясь от Белого Совета во время веков, известных на западе как Бдительный Мир.
У западного побережья моря Рун лежала страна Дорвинион, где жили истерлинги Балхота и Люди Повозок. В Дорвинионе же впадала в море Рун река Келдуин.
Гондор дважды завоёвывал Рун — при королях Ромендакиле I и Ромендакиле II, однако дунэдайн никогда не удавалось полностью подчинить его себе. Окончательно люди Руна были подчинены только в Четвёртую Эпоху, при короле Элессаре и его сыне Эльдарионе.

## С

### Саммат Наур
Саммат Наур (синд. Sammath Naur, в переводе с синдарина — «чертоги огня») — пещера в недрах Ородруина, созданная Сауроном во Вторую Эпоху. Здесь, в Роковой Щели, Саурон выковал Кольцо Всевластья в середине Второй Эпохи, и только здесь, в том же огне, оно могло быть уничтожено. Соответственно, Саммат Наур служила конечным пунктом для Фродо Бэггинса в его миссии.
Финал драмы, разыгравшейся в Саммат Наур, в результате которой Голлум вместе с Кольцом Всевластья погиб в огне Роковой горы, привёл к разрушению Ородруина, а вместе с ним — и Саммат Наур.

### Сарн Атрад
Сарн Атрад (синд. Sarn Athrad, в переводе с синдарина — «каменный брод») — брод через реку Гелион, где гномья дорога из Ногрода и Белегоста пересекала её на пути в Дориат. Место, где Берен Эрхамион с помощью зелёных эльфов Оссирианда внезапно напал на войско гномов, несущих ожерелье Наугламир обратно в Ногрод после нападения на Дориат.

### Светлима
Светлима (англ. Limlight) — река, начинавшаяся в восточной части Мглистых гор и имевшая исток недалеко от дома Древоборода. Протекала через северную часть леса Фангорн и впадала в Андуин. Светлима формировала южную границу поля Келебранта, Лотлориэн также считал реку своей южной границей. Также Светлима была исторической северной границей Гондора, а позже — Рохана.
Название реки — перевод с эльфийского на вестрон, Толкин приводил несколько объяснений точного значения этого названия и даже языков, использованных в нём, включая Лимлих (англ. Limlich), Лимлихт (англ. Limliht), Лимлайт (англ. Limlaith) и Лимхир (англ. Limhîr).

### Сираннон
Сираннон (синд. Sirannon, в переводе с синдарина — «привратный поток») — Привратный поток Кхазад-дума. Начинаясь на Келебдиле, он тек мимо Врат Мории и впадал в реку Гландуин. Сираннон протекал по лестничному водопаду под Вратами Мории, отчего звук его течения был слышен на много миль вокруг.
Во время Войны Кольца Братство Кольца обнаружило, что Привратный поток запружен кем-то или чем-то, и перед Вратами Мории образовалось зловещее озеро, в котором обитал Водный Страж.

### Сирион
Сирион (англ. Sirion, в переводе с синдарина — «текущий») — огромная река в Средиземье, главная река Белерианда. По большей части своего течения формировала границу Западного и Восточного Белерианда. Название происходит от корня «сир» — «течь». На описание Сириона, вероятно, повлияли воспоминания об английских реках Трент и Северн.

### Старый брод
Старый брод (англ. Old Ford) — место, где Старая Лесная Дорога пересекает Андуин, примерно в сорока милях (шестидесяти четырёх километрах) вниз по реке от Каррока. В старые времена в этом месте реку пересекал каменный мост, но к концу Третьей Эпохи мост давно разрушился, и пересечением реки был простой брод.

### Стылые холмы
Стылые холмы (англ. Coldfells) — возвышенность к западу от Мглистых гор и к югу от Эттенблата, отделённая от них северным рукавом реки Бруинен.

## Т

### Таникветиль
Таникветиль (кв. Taniquetil) — высочайшая горная вершина Арды, находящаяся в Валиноре и входящая в прибрежную горную систему Пелори. На её вершине располагается Ильмарин — обитель Манвэ и Варды. В переводе с квенья название означает «высокий белый пик», хотя эльфы из числа ваниар, обитающие на этой горе, называют её Ойолоссэ (кв. Oiolossё) — «вечно белая как снег» (на синдарине — Амон Уйлос в том же значении). В мире Арды эта гора занимает то же место, что и Олимп в древнегреческой мифологии.

### Таргелион
Таргелион (синд. Thargelion, в переводе с синдарина — «за Гелионом») — земля к востоку от реки Гелион и к северу от реки Аскар (из-за этого она не считалась частью Оссирианда). После прихода нолдор в Белерианд Таргелион был страной Карантира, одного из сыновей Феанора, и из-за этого часто назывался Дор Карантир. Второй Дом эдайн часто жил там, пока они не были почти полностью уничтожены в набеге орков.
Второй месяц весны в аттическом календаре также назывался таргелион.

### Тарн Аэлуин
Тарн Аэлуин (синд. Tarn Aeluin) — чистое голубое озеро в нагорьях Дортониона, по легенде, благословлённое Мелиан. Именно там отряд Барахира скрывался от сил Моргота после Дагор Браголлах.

### Таур-им-Дуинат
Таур-им-Дуинат (синд. Taur-im-Duinath, в переводе с синдарина — «лес между двумя реками») — тёмный и мрачный лес, занимавший обширную область на юге Белерианда. Приблизительными границами его служили Андрам на севере, Сирион и море Белегаэр — на западе и Гелион — на востоке и юге. На карте, нарисованной Кристофером Толкином для «Сильмариллиона», Таур-им-Дуинат показан, как чрезвычайно болотистая местность, а в тексте описывается как 

… дикая местность, заросшая глухим лесом, в который никто не ходил, кроме иногда встречающихся то там, то здесь Тёмных Эльфов.— Толкин Дж. Р. Р. (под ред. К. Толкина). Сильмариллион: гл. 14 "О Белерианде и его частях" (любое издание)

### Таур-эн-Фарот
Таур-эн-Фарот (синд. Taur-en-Faroth, в переводе с синдарина — «лес охоты») — лес, находившийся на холмах Высокого Фарота вокруг и к югу от Нарготронда.

### Тейглин
Тейглин (синд. Teiglin, в некоторых переводах «Сильмариллиона» — Тенглин, в ранних текстах Толкина — Таэглин (синд. Taeglin)) — приток Сириона. Беря своё начало на южных отрогах Эред Ветрина, Тейглин тёк в юго-восточном направлении, вбирая в себя воды рек Глитуи (синд. Glithui) и Малдуина (синд. Malduin), затем проходил вдоль южного края леса Бретиль через теснину Кабед-эн-Арас, после чего в него впадала река Келеброс. В нижнем течении Тейглин поворачивал на восток и впадал в Сирион на границе Дориата.
Реку можно было пересечь по броду — Тейглинскому переходу (англ. Crossings of Teiglin) у западной границы Бретиля: здесь проходила дорога из Нарготронда в Минас Тирит. Берега Тейглина недалеко от места впадения в него Келеброса стали местом встречи Турина Турамбара и дракона Глаурунга. В канонической версии легенды о детях Хурина здесь, бросившись в Тейглин, покончила жизнь самоубийством Ниэнор Ниниэль.

### Тол Брандир
Тол Брандир (синд. Tol Brandir, в переводе с синдарина — «высокий остров») — остров-скала в озере Нен Хитоэль внутри водопада Раурос. Ограничен холмами Амон Хен с запада и Амон Лав с востока. В древние дни холмы возле Тол Брандир были важными наблюдательными пунктами королевства Гондор. Однако в легендах говорится, что никто никогда не высаживался на этот остров.

### Тол Сирион
Тол Сирион (синд. Tol Sirion, позже стал известен как Тол-ин-Гаурхот, или Тол-ин-Гаурот (синд. Tol-in-Gaurhoth), в переводе с синдарина — «остров оборотней») — остров в верхнем течении реки Сирион, между Эред Ветрин (Горами Мрака) на западе, Эхориат (Окружными горами) на востоке и топями Серех на севере. Место расположения башни-крепости нолдор Минас Тирит.

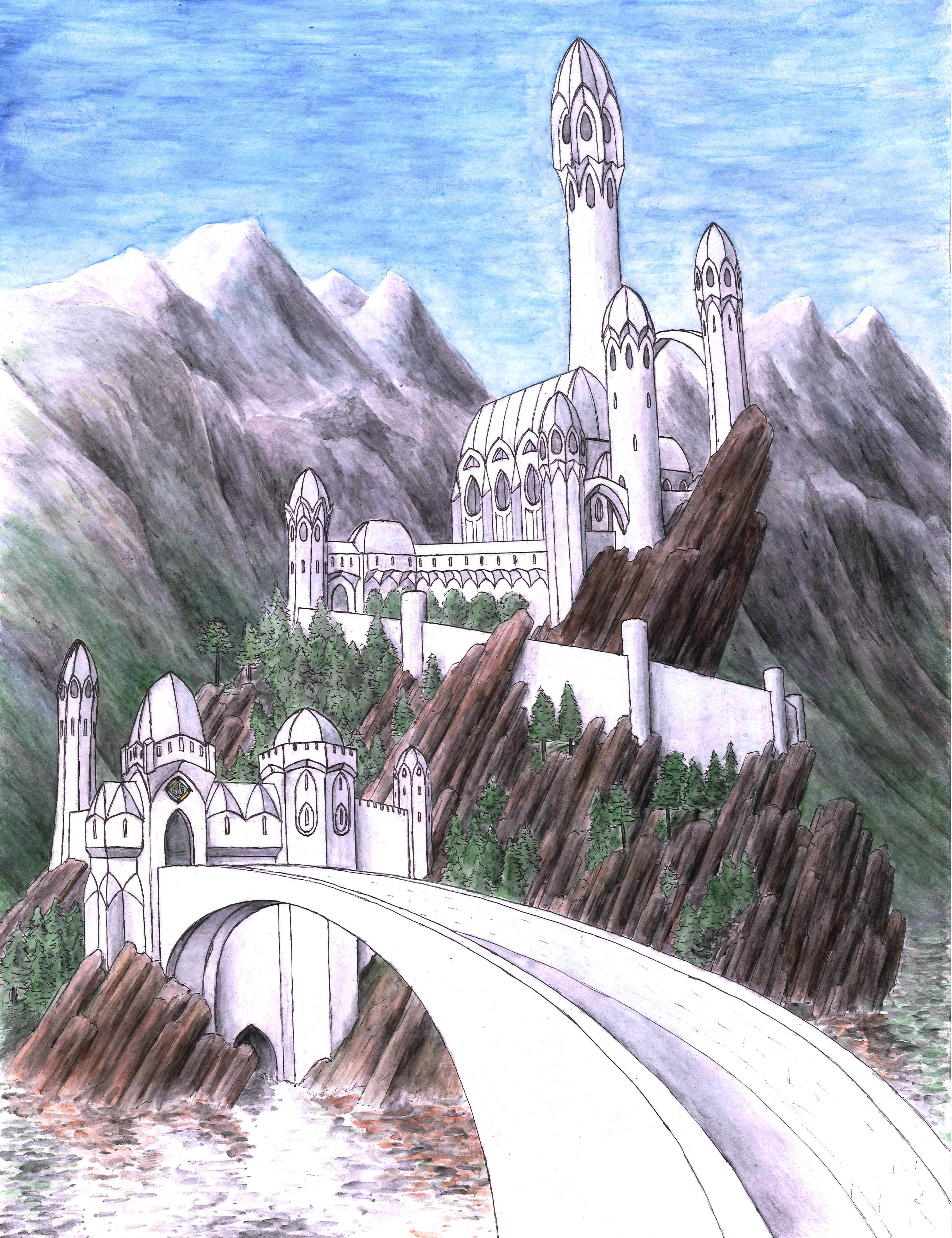
Тол Сирион (рисунок)

Пришедшие в Средиземье под водительством Финрода нолдор из Дома Финарфина впервые заинтересовались островом между 50 и 60 гг. Первой Эпохи, когда Финрод построил там Минас Тирит для того, чтобы не допустить проход армий Моргота через область, расположенную между двумя горными цепями, и их вторжение в Белерианд. Финрод поручил остров Ородрету, своему брату (или племяннику), который и управлял им до завоевания острова Сауроном в ходе Дагор Браголлах и превращения его в логово волков-оборотней. После этого остров стал называться Тол-ин-Гаурхот — Остров оборотней.
Позже, во время похода за Сильмариллом, Берен, Финрод и их спутники, проходя через контролируемые с острова территории, были захвачены войском Саурона. После того, как Финрод и его товарищи погибли в подземельях острова, Лютиэн и Хуан смогли победить силы Саурона и его самого и спасти заточённого на острове Берена, а также множество узников из числа подданных Нарготронда, захваченных в плен Сауроном при штурме Тол Сириона. Остров был очищен от зла и оставался таковым вплоть до разрушения Белерианда, но больше никогда не был обитаемым.

### Топи Серех
Топи Серех (англ. Fen of Serech) — группа болот в Ущелье Сириона, где происходили многие битвы Белерианда. Сформированные слиянием рек Сирион и Ривиль, топи были заключены в клиновидную область между Эред Ветрин и возвышенностями Дортониона.
Во время Дагор-нуин-Гилиат войско орков Моргота, идущее на помощь основным силам Ангбанда, которые были контратакованны войском нолдор Феанора, попало в ловушку и было загнано в Топи Келегормом, после чего было полностью уничтожено. Во время Дагор Браголлах Финрод Фелагунд был оттеснён превосходящими силами врага в эти Топи и наверняка бы погиб, если бы не отвага Барахира. В ходе Нирнаэт Арноэдиад Хуор и Хурин с оставшимися воинами Дор-Ломина создали живую стену поперек Топей Серех, чтобы прикрыть отход короля Тургона в Гондолин вместе с большинством оставшихся в живых нолдор.

### Тролличья роща
Тролличья Роща (англ. Trollshaws, в ряде переводов — Троллистое плато) — нагорные леса, в основном состоявшие из буков, лежавшие к западу от Ривенделла между Митейтелем и Бруиненом, излюбленное место охоты троллей, куда они спускались с гор для нападения на путешествующих по Великому западному тракту. Трое из этих троллей в 2941 году Т. Э. перехватили отряд Торина, включая Бильбо Бэггинса, на пути к Эребору (что было описано в повести «Хоббит»). Многие годы спустя Фродо Бэггинс и его товарищи нашли этих троллей, обращённых в камень, на пути в Ривенделл.
В описании месторасположения Тролличьей рощи существует противоречие: в «Хоббите» отряд проходит по «каменному мосту» и вскоре после этого видит костёр троллей в часе или двух пути от него. В «Братстве Кольца» же Арагорн проводит хоббитов по Последнему мосту, и только через шесть дней после этого они достигают места лагеря троллей. Это противоречие не было замечено самим Толкином, но обсуждалось его сыном Кристофером в «Возвращении Тени».

### Тропы Мёртвых
Тропы Мёртвых (англ. Paths of the Dead) — населённый неупокоенными духами проход под Белыми горами.
Тропы Мёртвых начинались у Тёмной Двери в конце длинной долины Харроудейл (англ. Harrowdale), за Фириенфельдом и лесом Димхольт, и проходили между горами Айренсага (Железная Пила), Старкхорном и Двиморбергом.
После Тёмной Двери Тропы уходили под Двиморберг, мимо другой двери, где Арагорн и его спутники нашли останки Балдора, сына второго короля Рохана, Брего. Затем Тропы проходили мимо забытых городов, выходя с южной стороны Белых гор в долину Мортонд, недалеко от Камня Эреха.

### Туна
Туна (кв. Túna) — высокий зелёный холм в ущелье Калакирия в Валиноре, месторасположение эльфийского города Тирион, столицы Эльдамара.
Туна — высокий зелёный холм, воздвигнутый Эльдар. Он расположен в ущелье, разделяющем горы Пелори в Амане, чтобы Эльдар могли видеть звёзды (звёзды были первым, что они увидели после своего пробуждения, и были очень важны для Эльдар). Свет Двух Древ падал на Туну с запада, а восточным склоном она была обращена к тогда ещё тёмной Арде, в которой не было ни солнца, ни луны. На вершине Туны был построен великий город Тирион.

## Ф

### Фануидол
Фануидол (синд. Fanuidhol, на кхуздуле — Бундушатхур (англ. Bundushathûr), в переводе с синдарина — «тучеглавый» (англ. Cloudyhead)) — горная вершина во Мглистых горах. Являлась самой восточной из трёх Морийских гор (вместе с Карадрасом и Келебдилем), находилась над подземным городом гномов Кхазад-дум. Назван так из-за того, что в районе Фануидола постоянно держалась облачность (при этом облака часто закрывали вершину горы) и неблагоприятная погода.

### Форменос
Форменос (кв. Formenos, в переводе с квенья — «северная крепость») — крепость Феанора и его сыновей на севере Валинора, построенная после изгнания Феанора из Тириона. Большое количество Нолдор, включая короля Финвэ, последовало туда за Феанором в ссылку.
Форменос также являлся и сокровищницей Феанора, где хранились, в том числе, и Сильмариллы, а также местом убийства Морготом короля Финвэ. Эта огромная крепость также являлась одним из немногих в Валиноре военных арсеналов.

### Фородвайт
Фородвайт (синд. Forodwaith) — регион, находившийся к северу от Железных гор в Первую Эпоху.
На синдарине название Forodwaith обозначает «северные земли» (forod — север; waith — земля, народ); возможно также происхождение части названия от слова gwaith — тень.
Об этой земле было известно очень мало, в основном то, что, находясь едва ли в ста лигах к северу от Шира, она обладала весьма суровым климатом. Скорее всего, это было вызвано жестокими холодами Моргота, которые с древнейших времён сковывали земли к северу от его цитадели Ангбанд, продолжая господствовать на крайнем севере Средиземья даже после её уничтожения и изменения мира на рубеже Второй и Третьей Эпох.
После Войны Гнева и разрушения Белерианда Железные горы были по большей части уничтожены, и часть Фородвайта, лежавшая к северу от Эриадора, стала известна как Форохель (синд. Forochel), равно как и огромный покрытый льдом залив (ограничивающий Фородвайт с запада), и мыс, носившие то же название. С юга к Фородвайту примыкают горы Ангмара и Серые горы.
Население Фородвайта составляли странные люди, видимо, не имеющие отношения к эдайн. По некоторым данным они могли быть потомками людей из дома Бора, бежавшими туда после Битвы Несчётных Слёз. В Третью Эпоху их потомки стали известны как «снежные люди Форохеля», или лоссоты. В «Неоконченных сказаниях» утверждается, что они могли скользить по льду, привязывая к ногам кости животных. Лоссоты строили свои дома из снега и обладали «повозками без колёс», возможно, санями. Они верили, что негостеприимная погода места их обитания была вызвана магией Короля-чародея Ангмара, и настолько боялись его предполагаемой способности вызывать бури, что когда к ним впервые прибыл последний король Артедайна Арведуи, они держались от него в стороне и помогли ему с большой неохотой. Однако когда за королём прибыл эльфийский корабль вождь лоссотов предложил ему подождать открытия навигации, обещая, что он приютит его на это время, но Арведуи, торопясь в Митлонд, отказался и дал в награду за помощь кольцо Барахира, сказав, что в случае нужды лоссоты смогут обменять его на нужные им вещи у дунэдайн, что и было потом сделано. Многие из них жили на мысе Форохель, недоступном для их врагов, но «часто располагали свои лагеря на южном побережье залива у подножия гор».

## Х

### Хелькараксэ
Хелькараксэ (кв. Helcaraxë или кв. Helcaracsë, также называлась Скрежещущий лёд (англ. Grinding Ice)) — ледяная пустыня между Аманом и Средиземьем. Истинная природа этой области остаётся не вполне ясной, но, похоже, она состояла из отколовшегося припая и шельфового ледника, покрывавшего самые северные участки моря Белегаэр.
Первыми в записанных легендах пересекли Хелькараксэ Моргот и Унголиант после убийства Древ Валинора, затем — Финголфин, его дом и дом Финарфина, под предводительством Финрода и Галадриэли. Одной из жертв этого перехода стала Эленвэ, жена Тургона.
В результате Войны гнева Белерианд был затоплен, и ледовые поля Хелькараксэ прекратили своё существование.

### Хелеворн
Хелеворн (синд. Helevorn) — тенистое озеро в Белерианде, которое использовал в качестве резиденции сын Феанора Карантир в Первую Эпоху. Во время Осады Ангбанда Хелеворн был осквернён драконом Глаурунгом.

### Хильдориэн
Хильдориэн (кв. Hildórien) — страна, где пробудились первые люди. Название на квенья обозначает «земля последователей», ссылаясь на имя Хильдор («последователи»), данное людям эльфами. По легенде, Хильдориэн находился на дальнем востоке Средиземья.
По легендам эдайн, Моргот посетил людей в Хильдориэне и отвратил их от веры в Эру Илуватара, за что люди в виде божественной кары были сделаны смертными. Однако смертность — лишь особенность, данная людям Эру, и ни в каком случае не наказание. Для того, чтобы скрыться от зла Моргота и его последователей, Атанатари первыми бежали из Хильдориэна, направившись на запад и, в итоге, достигнув Белерианда.

### Химринг
Химринг (синд. Himring) — холм на северо-востоке Белерианда, на котором стояла крепость Маэдроса, старшего из сыновей Феанора.
Крепость на холме Химринг была построена, когда сыновья Феанора ушли на восток (что было вызвано страшным гневом на них Тингола, узнавшего о резне в Альквалондэ). Крепость эта стала главной цидателью Маэдроса, из которой он осуществлял контроль за северо-восточной границей региона, известного как Рубеж Маэдроса.
Она стойко держалась в течение Дагор Браголлах, и многие выжившие в этой битве из сопредельных областей, включая брата Маэдроса, Маглора, нашли в Химринге надёжное убежище. После Нирнаэт Арноэдиад в опубликованном «Сильмариллионе» крепость больше не упоминается, но похоже, что она была оставлена, поскольку у сыновей Феанора не было более ни возможностей, ни ресурсов держать в крепости гарнизон и оборонять её.
После Войны гнева от холма осталась только вершина, превратившаяся в маленький остров, расположенный у северо-западного побережья Средиземья. На оригинальных картах, сопровождавших издание «Властелина колец», он назывался Химлинг. Вершина Химринга была одной из немногих высоких точек Белерианда, сохранившихся в виде островов; его изображают на большинстве карт Средиземья в Третью Эпоху.

## Э

### Эвендим
Эвендим или озеро Эвендим (англ. Lake Evendim, на синдарине — Ненуйал (синд. Nenuial)) — озеро в Эриадоре. Озеро Эвендим располагалось в Холмах Эвендим к северу от Шира. Оно служило истоком Берендуина, или Брендивайна.
В переводе с вестрона «Эвендим» означает «вечерние сумерки». Синдаринское название «Ненуйал» означает «озеро сумерек» («нен» — озеро + «уйал» — сумерки).
В начале Второй Эпохи Галадриэль и Келеборн, вероятно, жили в области, окружавшей озеро Эвендим, вместе со многими эльфами их народа, пока не перешли в Эрегион в районе 700 года Второй Эпохи. Люди также жили вокруг озера Эвендим в начале Второй Эпохи. Когда было основано северное королевство Арнор в 3320 году В. Э., верховный король Элендил проживал в Аннуминасе на берегу озера Эвендим недалеко от истока Берендуина. В Аннуминасе также находился один из палантиров.
После разделения Арнора на три королевства в 861 году Третьей Эпохи столица переместилась в Форност. Аннуминас начал разрушаться и со временем был заброшен. В Четвёртую Эпоху Аннуминас был восстановлен в качестве северной столицы Арагорном, королём Элессаром. В 15 году Четвёртой Эпохи король Элессар и королева Арвен приехали на север, чтобы некоторое время пожить на берегах озера Эвендим.

### Эделлонд
Эделлонд (синд. Edhellond, в переводе с синдарина — «эльфийская гавань») — древняя гавань и поселение, изначально основанное эльфами в Гондоре непосредственно к югу от пересечения рек Мортонд и Рингло.
В одной из версий повествования у Толкина Эделлонд был основан беженцами-синдар, уплывшими на трёх небольших кораблях непосредственно перед разрушением Белерианда, последовавшим за успешной атакой Моргота на эльфийские королевства. Другая же версия утверждает, что некоторое количество беженцев из Дориата в ходе своих странствий основали этот порт. В обеих версиях изначальные основатели гавани владели искусством кораблестроения, которым в Первую Эпоху обладали только Кирдан и эльфы Фаласа. Вне зависимости от происхождения гавани, население Эделлонда быстро разрослось за счёт нолдор, стремящихся попасть за Море.
Амрот, владыка Лотлориэна, пропал без вести в самом Эделлонде или недалеко от него в 1981 г. Т.Э., ища свою возлюбленную Нимродэль. К тому времени почти все эльфы из Эделлонда уже уплыли на Запад, мечтая спастись от мрака Средиземья. Ко времени Войны Кольца в Эделлонде уже не осталось эльфов и, поскольку гавань оставалась заброшенной, она перешла под власть Гондора.

### Эзеллохар
Эзеллохар (кв. Ezellohar, в переводе с квенья — «зелёный курган» (англ. Green Mound), происходит от валаринского Ezellôchâr; также на квенья известен как Короллайрэ (кв. Corollairë) и Корон Ойолайрэ (кв. Coron Oiolairë)) — зелёный курган, поросший травой, стоящий у западных ворот Валмара, воздвигнутый Йаванной Кементари во времена до восхода Солнца, на котором росли Два Древа Валинора, Телперион и Лаурелин. Когда Древа были отравлены Унголиант, курган почернел. Он до сих пор остаётся частью могилы Двух Древ и будет оставаться ею, пока Древа снова не оживут.

### Эйтель Иврин
Эйтель Иврин (синд. Eithel Ivrin, также называемые Омуты Иврин, в некоторых русских переводах — Ирвинь) — несколько маленьких пресноводных озёр у подножия гор Эред Ветрин. Будучи одним из самых красивых мест Белерианда, пруды часто посещались Финдуилас из Нарготронда, которой Гвиндор дал прозвище Фаэливрин («солнце на омутах Иврин»).
В Эйтель Иврин находился исток реки Нарог. Там Гвиндором был исцелён от потрясения Турин Турамбар после убийства Белега. По дороге в Нарготронд через озера прошёл дракон Глаурунг и осквернил их, а Турин, проходя на север к своему старому дому, нашёл их уничтоженными.

### Элостирион
Элостирион (синд. Elostirion) — самая высокая из трёх башен, стоявших на Башенных холмах. По легенде, башни были построены Гил-Галадом, Верховным королём нолдор Средиземья, в честь Элендила, который прибыл в Эндорэ после падения Нуменора.
Впоследствии Элендил часто приходил в башню и даже оставил там один из палантиров севера, тот, с помощью которого можно было только смотреть на Запад, но не общаться с прочими шестью камнями. Этот палантир стал известен как «Камень Элендила».
Элостирион простоял долгие века после смерти Гил-Галада и Элендила под присмотром Кирдана и эльфов Линдона, но Камень Элендила был увезён в Благословенный Край, когда Элронд и его товарищи уплыли из Средиземья в конце Третьей Эпохи.

### Эльдамарский залив
Эльдамарский залив (англ. Bay of Eldamar) — крупнейший залив Амана — континента, расположенного к западу от Средиземья. Залив, возможно, был довольно большим, поскольку внутри него находился Тол Эрессеа, сам по себе остров значительного размера. Был назван в честь Эльдамара, восточной части Амана; на квенья это слово означает «дом эльфов». Когда нолдор и ваниар достигли Амана, они высадились на берегах Эльдамарского залива. Позже, когда прибыли и тэлери, Оссэ попросил Ульмо установить Тол Эрессеа в Эльдамарском заливе, и Ульмо сделал это. Но, когда нолдор захотели снова повидать своих родичей, Манвэ приказал Оссэ обучить тэлери искусству кораблестроения, и тот с неохотой сделал это.

### Эмин Берайд
Эмин Берайд (синд. Emyn Beraid, в переводе с синдарина — «башенные холмы») — гряда крутых холмов в западной части Эриадора. Они лежали примерно в 30 нуменорских милях к востоку от Серых Гаваней и в 50 милях к западу от Белой возвышенности, древней границы Шира. Высоко на Башенных холмах стояли три высокие эльфийские башни, высочайшая из которых называлась Элостирион и использовалась для хранения палантира.
Башенные холмы располагались на древней границе между эльфийским королевством Линдон и землями Арнора, и Великая Восточная дорога, ведущая в Ривенделл, проходила через них. В начале Четвёртой Эпохи, когда Башенные холмы по указу короля Элессара стали новой западной границей Шира, дочь Сэмуайза Гэмджи Эланор и её муж Фастред из Травхольма (англ. Fastred of Greenholm) переехали в Башенные холмы, основав там поселение Недовышки на восточных склонах холмов и став Стражами Западного Крома.

### Эмин Муйл
Эмин Муйл (синд. Emyn Muil, также переводилось как Эмин Майл, в некоторых переводах — Привражье) — скалистое, непроходимое нагорье, расположенное с обеих сторон от Нен Хитоэль. В «Двух крепостях» Фродо и Сэм, пытаясь добраться до Чёрных Ворот Мордора, несколько дней плутали в восточной части Эмин Муйл, пока их не нашёл Голлум. Будучи связан клятвой именем Кольца Всевластья, вырванной у него Фродо, он согласился показать хоббитам дорогу, проведя их на юг в Мёртвые Топи.

### Энтова Купель
Энтова Купель (в других переводах — Энтава, Энтула; англ. Entwash) — река в Рохане, её название является переводом синдаринского названия Онодло (синд. Onodló). Истоками Энтовой Купели были родники, находившиеся под Метедрасом, самым южным пиком Мглистых гор, рядом с домом Древоборода. Покидая лес Фангорн, Энтова Купель протекала мимо Роханского нагорья и направлялась на юг, разделяя Рохан на Западный и Восточный эмнеты (равнинные области). На широте Эдораса в Энтову Купель впадала река Снежная (англ. Snowbourn), после чего Энтова Купель устремлялась на восток, в сторону Андуина, впадая в него чуть к югу от водопада Раурос в виде большой дельты, известной как Устья Энтовой Купели (англ. Mouths of the Entwash).
Название река получила от энтов (онодрим) Фангорна, однако к концу Третьей Эпохи происхождение названия реки было уже практически забыто рохиррим.

### Эред Ветрин
Эред Ветрин (синд. Ered Wethrin, в переводе с синдарина — «горы мрака») — горная цепь на севере Средиземья в Первую Эпоху. В своей южной части это была горная цепь, идущая с запада на восток и отделяющая Дор-Ломин и Митрим на севере от Белерианда на юге. Затем в своей восточной части Эред Ветрин загибались к северо-западу, формируя границу Хитлума. Гряда холмов на юго-западе являлась южной границей Невраста, а горы Митрим были северо-западным ответвлением Эред Ветрин, отделявшим Дор-Ломин от Митрима.
С Эред Ветрин вытекали несколько рек, в частности, Нарог, Тейглин и Сирион. Самая восточная точка гор почти достигала Окружных гор Эхориат, формируя глубокий каньон, в котором протекал Сирион. Эред Ветрин исчезли под волнами моря в конце Первой Эпохи, когда Война Гнева полностью изменила внешний облик Средиземья.

### Эред Горгорот
Эред Горгорот (синд. Ered Gorgoroth, в переводе с синдарина — «горы ужаса») — горная цепь на севере Белерианда.
Эред Горгорот были южным краем нагорья Дортонион и отделяли его и северную часть Ард-галена от собственно Белерианда.
Название горам было дано синдар Дориата после того, как демон-паучиха Унголиант сделала эти горы своим временным обиталищем и породила там множество злобных пауков, которые ткали свои сети и улавливали в них весь свет. Также и все источники в этих горах были отравлены.
К югу от Эред Горгорот лежала пустынная область Нан Дунгортеб (долина ужасной смерти).
Через Эред Горгорот не было известных перевалов, и даже орки Моргота обходили горы стороной. В Первую Эпоху лишь Берен, сын Барахира, согласно легендам, пересёк эту горную цепь, но даже он никогда не рассказывал об этом ужасном путешествии.
Как и остальной Белерианд, горы Эред Горгорот ушли под воду во время Войны Гнева.

### Эред Луин
Эред Луин (Синие Горы) — в Первую Эпоху — восточный хребет, отделявший Белерианд от Эриадора; в Третью эпоху — северо-западный приморский горный хребет Средиземья. В Первую эпоху в горах стояли гномьи твердыни Белегост и Ногрод, разрушенные в ходе Войны Гнева вместе с Белериандом. После взятия Ангмаром Форноста в заброшенных шахтах укрывались перед поездкой к лоссотам король Арведуи и его свита.
Во дни изгнания гномов из Эребора (2675—2943 гг. Т. Э.) в восточных отрогах Эред Луин были основаны поселения гномов-беженцев — в частности, именно там проживал и король гномов в изгнании Торин Дубощит и его ближайшие родственники. После обретения Эребора Чертогами Торина управляли наместники, например, Двалин. перед началом Войны Кольца копи постоянно посещали гномы, кроме того туда перебирались восточные гномы, стараясь убраться подальше от возродившего Мордор Саурона.

### Эред Митрин
Эред Митрин (синд. Ered Mithrin, в переводе с синдарина — «серые горы»), или Серые горы — большая горная цепь на севере Рованиона. Серые горы были единственным, что осталось от Эред Энгрин, или Железных гор, которые в давние времена проходили по всему северу Средиземья, но были разрушены в конце Первой Эпохи.

### Эред Энгрин
Э́ред Э́нгрин (синд. Ered Engrin, в переводе «Железные горы») — горный хребет на крайнем севере Средиземья, сотворённый Мелькором в Эпоху Светильников (по другим источникам существовал изначально, с самого сотворения Арды). Преграждал доступ к Утумно, первой цитадели Мелькора. На юго-западных отрогах Железных Гор Мелькором была возведена вторая подземная крепость — Ангбанд, увенчанная тремя пиками Тангородрима. К северу располагался Фородвайт.
В Первую Эпоху Железные горы были соединены с Синими горами (синд. Ered Luin) на западе и Красными Горами (кв. Orocarni) на востоке, однако в войнах Валар с Мелькором горная система Эред Энгрин была отсечена от них. В ходе Войны Гнева были сильно разрушены и потеряли большую часть своей протяжённости (горы Ангмара в северном Эриадоре, а также Серые горы и Железные холмы — всё, что от них осталось в Третью Эпоху).

### Эрин Ворн
Эрин Ворн (синд. Eryn Vorn, в переводе с синдарина — «чёрный лес», или Чёрный лес) — полностью покрытый лесом полуостров в южном Эриадоре. Представляя собой западную оконечность Минхириата, Эрин Ворн изначально был частью обширного древнего леса, покрывавшего большую часть северо-запада Средиземья. Название своё он получил от нуменорских путешественников Второй Эпохи.
В течение следующего тысячелетия леса Минхириата за пределами полуострова систематически вырубались нуменорцами в их погоне за лесом, пригодным для строительства кораблей, а затем были практически полностью выжжены в последующей войне между Сауроном и эльфами. К концу войны (1700 г. В. Э.) выжившие аборигены либо ушли оттуда в области, расположенные к северу от Пригорья, либо укрылись в Эрин Ворн, на который впоследствии особо не обращали внимания как эльфы, так и нуменорцы.
Со временем, после падения Нуменора в конце Второй Эпохи, Эрин Ворн подпал под юрисдикцию Арнора, а после 861 г. Т.Э. Чёрный лес номинально стал частью Кардолана, одного из государств, созданных после распада Арнора.
Люди Кардолана были практически полностью уничтожены Великой Чумой 1636 г. Т. Э. и, хотя и неизвестно, как это отразилось на Эрин Ворн, вероятно, что в нём постоянно обитали жители, поскольку, несмотря на отсутствие постоянных поселений людей к западу от Пригорья в конце Третьей Эпохи, «некоторые скрытные охотники жили в лесу» во времена Войны Кольца. Чёрный лес был единственным лесом Минхириата, нанесённым на карту, соответственно, эти скрытные охотники были потомками тех, кто укрылся там более чем за четыре тысячи лет до этого.

### Эсгалдуин
Эсгалдуин (синд. Esgalduin, в переводе с дориатского диалекта синдарина — «река под покровом») — главная река Дориата. Эсгалдуин вытекал с холмов Дортониона, проходил через Дориат мимо пещер Менегрота и впадал в Сирион.

### Эстолад
Эстолад (синд. Estolad, в переводе с синдарина — «лагерное укрепление на равнине») — широкая равнина в Восточном Белерианде. После того, как первые люди перешли Эред Луин, они несколько лет стояли лагерем на этой равнине перед тем, как отправиться дальше на запад и север. Равнина была расположена между реками Келон и Гелион, непосредственно к западу от Таргелиона. Через Эстолад проходила Большая Гномья Дорога.

### Эттенмурс
Эттенмурс (англ. Ettenmoors, также переводилось как Эттенские болота или Троллистое плато) — бесплодная болотистая возвышенность к западу от Мглистых гор и к северу от Стылых холмов, южная часть Ангмара.
Оригинальное английское слово, использованное Толкином, имеет древнеанглийские корни — eōten («великан, тролль»; отсюда же — «ётун») и moor (в значении «сухая возвышенность»), таким образом, буквально Эттенмурс означает «сухие горы, в которых обитают тролли».
В Третью Эпоху Эттенмурс стал местом битвы между свободными народами Арнора и жителями Ангмара, когда Король-чародей бежал после поражения в Битве при Форносте. Когда последние ангмарцы были истреблены либо исчезли, на их землях поселились тролли, периодические устраивавшие вылазки на юг, к Великому Западному тракту, и совершавшие там нападения на путешественников. В повести «Хоббит», в эпизоде с захватом отряда Торина Дубощита троллями, упоминается, что напавшие на гномов и хоббита чудовища «спустились с гор»; в романе «Властелин Колец» приводится описание мрачных земель и располагавшихся на них развалин древних укреплений к северу от тракта, то есть на землях к югу от Эттенмурс.

### Эхориат
Эхориат (синд. Echoriath, также известны как Окружные горы) — горная цепь в Белерианде, располагавшаяся между Дортонионом и верховьями реки Сирион. В этих горах находилась долина Тумладен, а на южной оконечности Эхориата, на вершинах гор Криссаэгрима, обитали Орлы Манвэ.
Король нолдор Тургон, сын Финголфина, по воле Улмо нашёл скрытый проход в долину внутри этих гор, основав на каменном холме Амон Гварет город Гондолин, так как он очень тосковал по Тириону-на-Туне и хотел создать по его подобию свой город в Белерианде.